# Isny im Allgäu

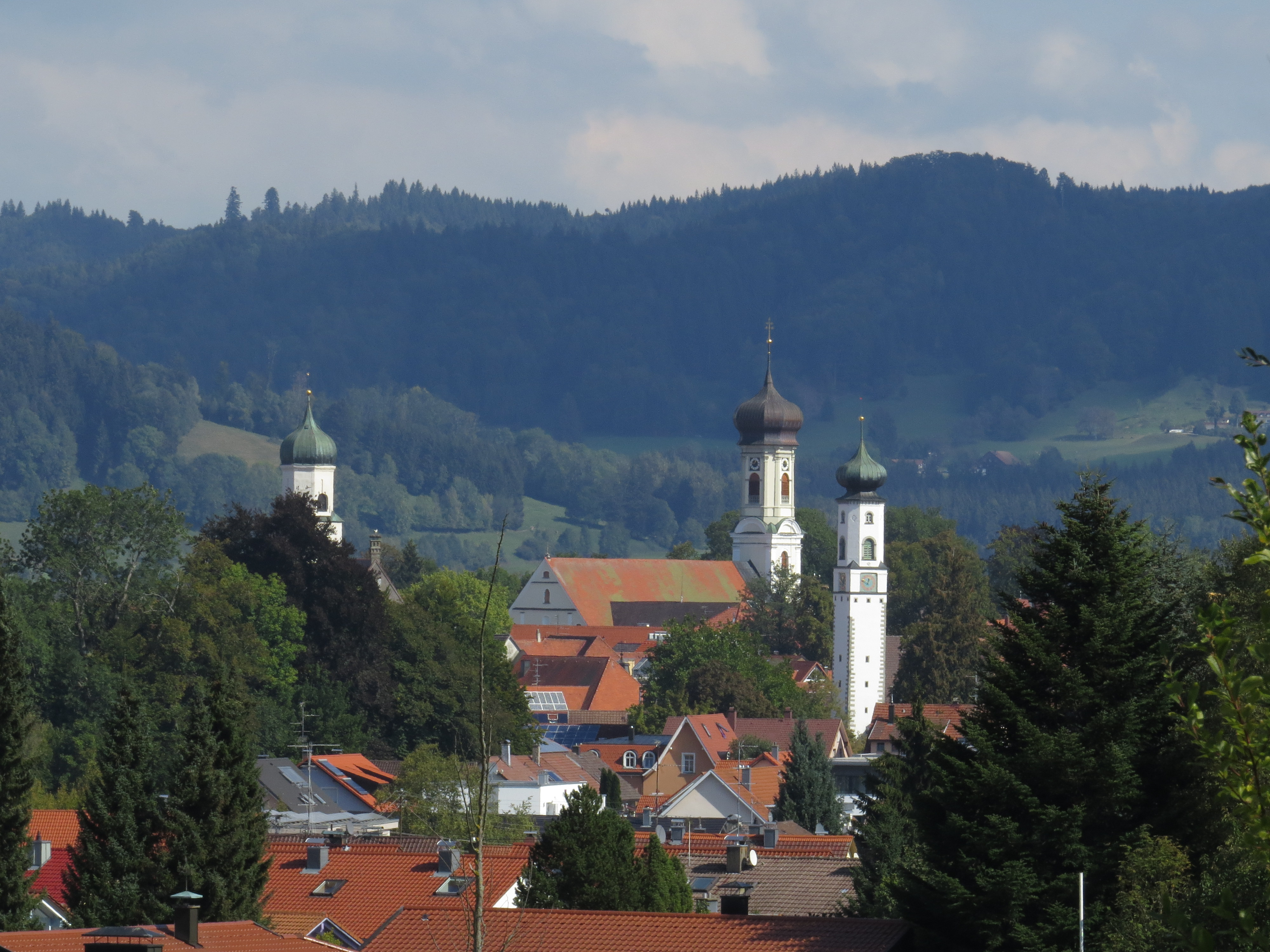
Isny im Allgäu von Südwesten mit Adelegg

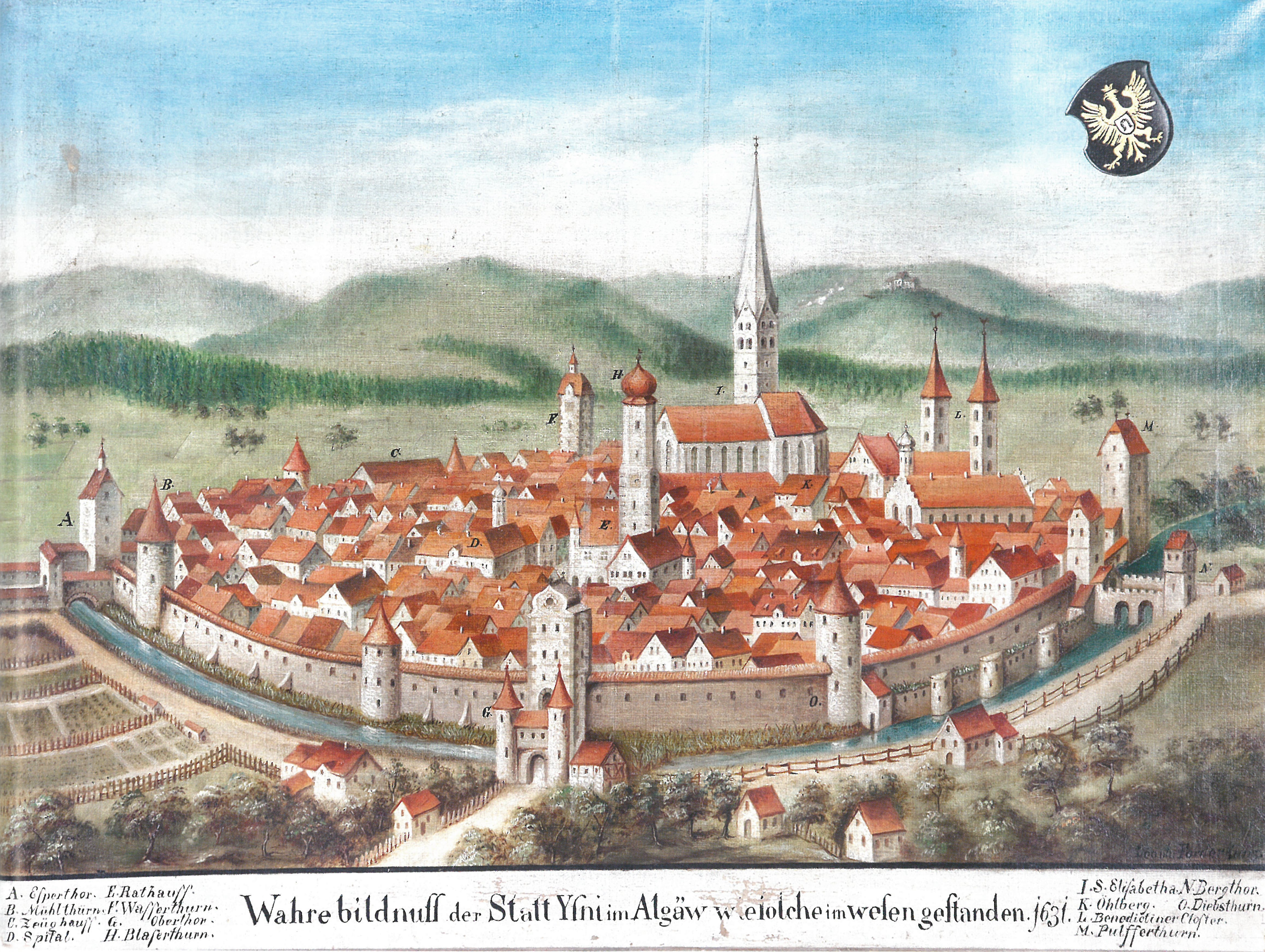
Isny, 1631, vor dem Brand von 1631

Die Stadt Isny im Allgäu (veraltet Eysnin, Isnyn, Ysny oder Jsny) ist ein heilklimatischer Kurort im Landkreis Ravensburg im württembergischen Allgäu. Isny liegt an der Landesgrenze Baden-Württembergs zu Bayern und an der Hauptroute der Oberschwäbischen Barockstraße.
Der um 1043 gegründete heutige Ort erlangte Ende des 12. Jahrhunderts das Marktrecht und wurde 1281 zur Stadt erhoben. Isny erwarb 1365 durch Loskauf die Reichsfreiheit und behielt bis zur Mediatisierung 1802 die Rechte einer selbstständigen Reichsstadt im Heiligen Römischen Reich, was sich im Stadtwappen widerspiegelt.

## Geografie

### Lage
Im Osten der Gemeinde liegt die Adelegg, ein waldreicher Mittelgebirgszug, der als Nordausläufer der Allgäuer Alpen weit in das Alpenvorland reicht und mit dem Schwarzen Grat (1118,5 m ü. NHN) die höchste Erhebung im Regierungsbezirk Tübingen aufweist.

### Klima
Mit einem Jahresniederschlag von 1600 mm zählt Isny zu den niederschlagsreichsten 2 % der Messstellen des Deutschen Wetterdienstes. Die erhöhte Niederschlagsmenge wird durch die besondere geografische Lage verursacht. Der Ort liegt auf 704 m in der westlichen Hauptwetterrichtung, vor der bis auf 1118 m ansteigenden Adelegg. Isny hat daher häufig Stauwetterlagen und kurze, heftige Steigungsregen. Der Ort weist auch ein weitgehend nebelfreies Reizklima auf. Trotz der hohen Niederschlagsmenge gilt Isny mit 320 Sonnentagen pro Jahr als einer der sonnenreichsten Orte Deutschlands.
Der trockenste Monat ist der Oktober, am meisten regnet es im Juni. Im niederschlagreichsten Monat fällt rund 1,7-mal mehr Regen als im trockensten Monat. Isny gehört zu den 6 % der Messstellen mit den stärksten monatlichen Niederschlagsschwankungen.

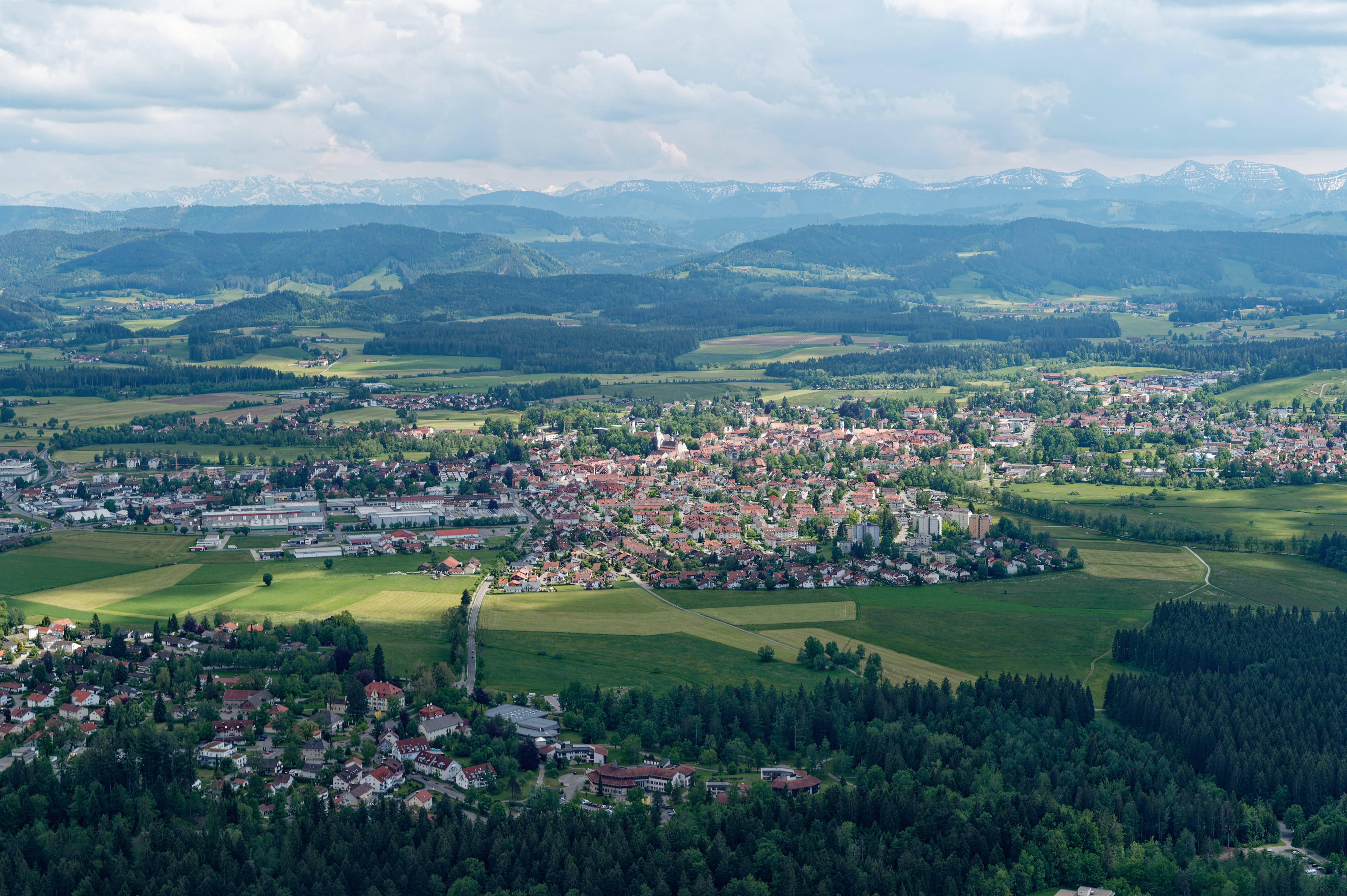
Luftbild von Isny aus dem Juni 2021

|                        | Jan   | Feb   | Mär   | Apr   | Mai   | Jun   | Jul   | Aug   | Sep   | Okt   | Nov   | Dez   |   |         |
| Mittl. Temperatur (°C) | −2,5  | −1,1  | 2,0   | 6,1   | 10,9  | 14,1  | 16,1  | 15,3  | 12,3  | 7,6   | 2,1   | −1,6  | ⌀ | 6,8     |
|                        |       |       |       |       |       |       |       |       |       |       |       |       |   |         |
| Niederschlag (mm)      | 114,1 | 102,3 | 104,9 | 132,1 | 151,6 | 175,5 | 169,6 | 170,1 | 128,5 | 100,6 | 126,4 | 124,1 | Σ | 1.599,8 |
|                        |       |       |       |       |       |       |       |       |       |       |       |       |   |         |
| Sonnenstunden (h/d)    | 2,1   | 3,0   | 4,2   | 4,8   | 5,9   | 6,3   | 7,3   | 6,6   | 5,7   | 4,4   | 2,4   | 2,0   | ⌀ | 4,6     |

|  |

|  |

|  |

|  |

|  |

|  |

|  |

|  |

|  |

|  |

|  |

|  |

|  |

|  |

|  |

|  |

|  |

|  |

|  |

|  |

|  |

|  |

|  |

|  |

### Schutzgebiete
Im Stadtgebiet Isny sind (Stand: 1. Mai 2010) das Vogelschutzgebiet Bodenmöser, acht Naturschutzgebiete (u. a. Badsee, Hengelesweiher, Bodenmöser, Taufach- und Fetzachmoos mit Großem Ursee und Kleinem Ursee), vier Landschaftsschutzgebiete (u. a. Badsee), ein Schonwald und 27 Naturdenkmale ausgewiesen.

### Nachbargemeinden
|           | Leutkirch im Allgäu                         |            |
| Argenbühl | Kompassrose, die auf Nachbargemeinden zeigt | Buchenberg |
| Gestratz  | Maierhöfen                                  | Weitnau    |

### Stadtgliederung

Topografische Karte der Stadt Isny im Allgäu mit Ortschaften, Dörfern, Weilern und Wohnplätzen

Das Stadtgebiet Isnys besteht aus der Kernstadt und den im Rahmen der Gemeindereform 1972 eingegliederten ehemaligen Gemeinden Beuren, Großholzleute, Neutrauchburg und Rohrdorf.
Die eingegliederten Gemeinden sind zugleich Ortschaften im Sinne der baden-württembergischen Gemeindeordnung, das heißt, sie haben jeweils einen von den Wahlberechtigten bei jeder Kommunalwahl neu zu wählenden Ortschaftsrat mit einem Ortsvorsteher als Vorsitzendem. In jeder der Ortschaften gibt es eine Ortsverwaltung, deren Leiter der Ortsvorsteher ist.
Zu allen Stadtteilen und zur Kernstadt gehören noch viele räumlich getrennte Wohnplätze mit eigenen Namen, die oft wenige Einwohner haben, und Wohngebiete, deren Bezeichnungen sich im Laufe der Bebauung ergeben haben und deren Grenzen meist nicht genau festgelegt sind. Im Einzelnen sind dies:
| Teilort       | Einwohner    | Wohnplätze |
| ------------- | ------------ | --- |
| Kernstadt     | 9.500 (2011) | Ortsteile/Weiler: Isny-Vorstadt (bis 1911 selbstständige Gemeinde), Adelegg, Blockwiesen, Eisenbach, Lukasreutehof, Spitalhof; Wohnplätze: Kapellenbauer, Schneebauer, Spilz, Wegmann, Halder, Krummen, Armenhaus, Tobel, Herrenberg, Bergmann, Gollenhof, Langenhalder, Maushardsberg, Ölberwald;                                                                                       |
| Beuren        | 900 (2011)   | Weiler: Allmisried, Gumpeltshofen, Halden, Hedrazhofen, Hollenmoos, Lengertshofen, Michlebaindt, Oberspießwengen, Sommersbach, Stockach, Unterspießwengen und Winnis; Wohnplätze: Butscher, Gaisau, Greut, Hesler, Kirchmann, Lettelesmühle, Maxbauer, Mayer, Netzer, Neumössingen, Nußmann, Öhler, Prinzen, Sinzen, Sommersbacher Mühle, Stockacher Hof und Unger;                      |
| Großholzleute | 1.400 (2011) | Weiler: Anger, Anwanden, Argen, Bolsternang, Burkwang, Kleinhaslach, Dürrenbach, Kleinholzleute, Moos, Rain, Rothenbach, Schließlang, Simmerberg, Wehrlang, Wolfbühl; Wohnplätze: Altweg, Blasenberg, Deschenacker, Endberg, Gaistopf. Grätte, Haidlingshof, THäuflingshof, Hengelesmühle, MühleHofacker, Niederacker, Osterösch, Riedhof, Riedacker, Thoracker, Ueberruh, Weidenhalden; |
| Neutrauchburg | 1.200 (2011) | Weiler: Achen, Boden, Dengeltshofen, Dorenwaid, Gründels, Haubach, Menelzhofen, Neuhaus, Ratzenhofen, Schweinebach, Unterried, Zell; Wohnplätze: Maler, Au, Fuchsbauer, Bauers, Halden, Wies, Knollenhof, Langen, Menelzhoferberg, Oberweiher, Staig, Unterweiher, Wächters, Burg, Furtenwies, Lochter, Schleifertobel, Waidach, Ziegelstadel;                                           |
| Rohrdorf      | 700 (2011)   | Weiler: Aigeltshofen, Haslach, Rangenhalden, Rengers, Schwanden; Wohnplätze: Halden, Langenwaid, Leprosenhaus, Luxer, Rangen, Schwarzen; |

## Geschichte
→ Geschichtsteil des Artikels Liste der Kulturdenkmale in Isny im Allgäu

### Ursprung der Ansiedlung
Auf einem Moränenhügel beim Weiler Burkwang unweit der Argen befand sich in spätrömischer Zeit das Kastell Vemania. Archäologen gehen davon aus, dass es unter Kaiser Probus (276 bis 282) angelegt worden war, um den Donau-Iller-Rhein-Limes und die dazugehörige Römerstraße Kempten–Bregenz zu sichern. Germanen haben das Kastell offenbar mehrfach überfallen, ehe die 200 Reiter starke Truppe um das Jahr 401 nach Italien abgezogen wurde.

### Hochmittelalter
Das heutige Isny wurde um das Jahr 1043 vom Grafen von Altshausen-Veringen gegründet. 1096 wurde die Kirche den Mönchen des Klosters Hirsau zur Gründung des Klosters St. Georg übergeben; dieses Datum stellt auch die erste urkundliche Erwähnung dar. Um das Kloster herum entstand eine Siedlung, die bereits Ende des 12. Jahrhunderts das Marktrecht erhielt. 1281 verlieh König Rudolf von Habsburg auf Betreiben seines engen Vertrauten Heinrich von Isny dem Ort das Lindauer Stadtrecht.
1284 fielen Stadt und Kloster einem Brand zum Opfer.

### Reichsstadt

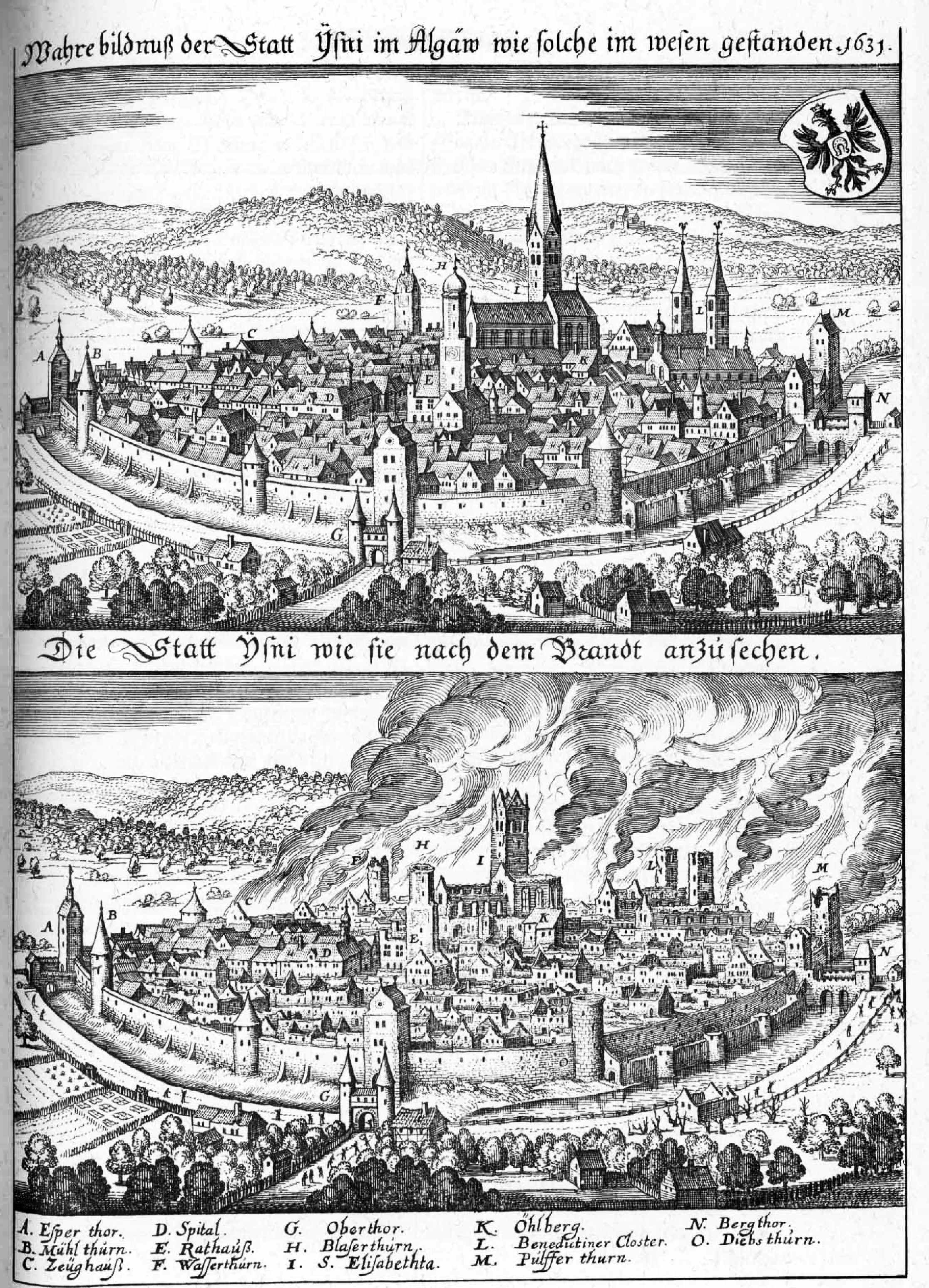
Isny vor und nach dem Großbrand von 1631, Kupferstich von Merian, um 1650

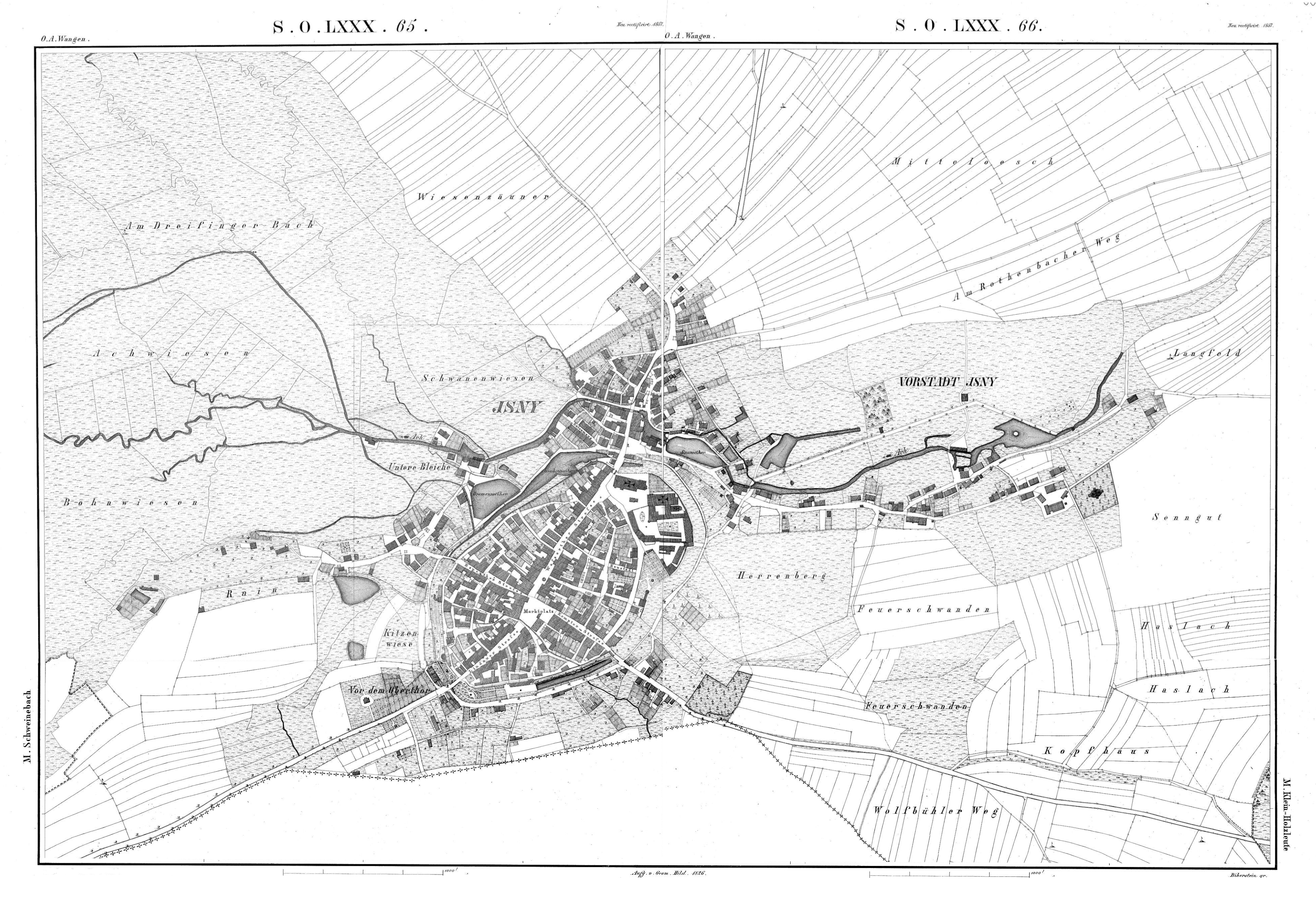
Historischer Katasterplan von Isny, 1826

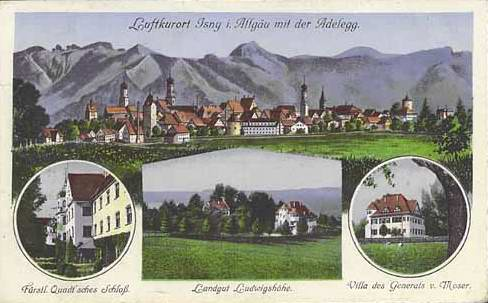
Isny um 1918

1365 erkauften sich die Isnyer die Rechte einer Reichsstadt von ihrem Vogtherrn, dem Truchsessen von Waldburg. 1376 beteiligte sich die Stadt an der Gründung des Schwäbischen Städtebundes. 1401 brannte es erneut in Isny. 1507 erhielt die Stadt das Münzrecht.
Ein Teil der Stadt brannte 1631 ab, wobei ein Zusammenhang mit den Ereignissen des Dreißigjährigen Kriegsnicht erkennbar ist. Durch den Großbrand wurden um die 380 Gebäude, darunter auch die beiden Kirchen und das Kloster, zerstört. Trotzdem hatte die Reichsstadt genauso unter dem Krieg zu leiden wie andere Städte und Herrschaften in der Umgebung. Die Überlieferung zu den Ereignissen des Krieges im Stadtarchiv Isny gehört zu den reichhaltigsten in Südwestdeutschland.
Besonders seit der Reformation, der sich Isny früh und umfassend anschloss, prägte der Konflikt zwischen evangelischer Reichsstadt und katholischem Kloster die Geschichte Isnys, verschärft durch das enge Nebeneinander innerhalb der Stadtmauern sowie die Konkurrenz um Ressourcen wie Boden und Wasser. Hieraus resultierten eine Reihe von Konfliktlinien, die sich bis ins 20. Jahrhundert auswirkten: Zwischen Protestanten und Katholiken, seit 1802 zwischen der Stadt und der Standesherrschaft der Grafen und späteren Fürsten von Quadt, zwischen der Stadt und der 1911 eingemeindeten Vorstadt, der früheren „Viehweide“ des Klosters, sowie zwischen den nach 1806 in die Stadt zugezogenen Katholiken und den alteingesessenen Katholiken der Vorstadt.

### Von der Mediatisierung bis heute
1802 wurde die Reichsstadt mediatisiert und fiel an Otto Wilhelm von Quadt-Wykradt-Isny aus der Familie der Reichsgrafen von Quadt, der das ihm im Reichsdeputationshauptschluss zugesprochene Territorium unter Vereinigung mit der säkularisierten Reichsabtei St. Georgen als Reichsgrafschaft Isny beherrschte. 1806 kam diese Reichsgrafschaft durch die Rheinbundakte zum Königreich Württemberg, wo es kurzfristig Sitz eines eigenen Oberamtes wurde. Otto Wilhelm von Quadt-Wykradt-Isny trat 1812 den Grundbesitz in der Grafschaft Isny an seinen Sohn Wilhelm von Quadt-Wykradt-Isny ab. Dieser stieg im Ergebnis des Wiener Kongresses und der Deutschen Bundesakte 1815 zum württembergischen Standesherrn von Isny auf. Innerhalb der Verwaltungsorganisation Württembergs kam die Stadt 1810 zum Oberamt Wangen. In der Zeit des Wiener Kongresses favorisierte die Bevölkerung eine Eingliederung nach Österreich oder alternativ nach Bayern, allerdings blieb Isny Teil des Königreichs Württemberg. Das damit verbundene Abschneiden traditioneller Wirtschaftsbeziehungen hemmte die wirtschaftliche Entwicklung der Stadt über viele Jahre hinweg.
Die Deutsche Revolution 1848/1849 manifestierte sich in Isny in einer Bürgerversammlung, die sich nicht gegen die Regierung des Königreichs Württemberg richtete, sondern gegen die Grafen Quadt, denen Zugeständnisse im Hinblick auf die Weidenutzung, das Jagdrecht, die Wassernutzung und das Kirchenpatronat abgerungen wurden. Die Rücknahme dieser Zugeständnisse durch das Haus Quadt nach dem Scheitern der Revolution führte in den Folgejahren zu langwierigen Prozessen zwischen der Stadt und der Standesherrschaft.
Am 15. August 1874 erhielt Isny mit Fertigstellung der Bahnstrecke Herbertingen–Isny erstmals Anschluss an das Streckennetz der Königlich Württembergischen Staats-Eisenbahn. 1909 wurde ergänzend die Bahnstrecke Kempten–Isny eröffnet.
1911 wurde die Vorstadt („Viehweid“) eingemeindet, wodurch die jahrhundertealte politische Trennung der Gebiete von Stadt und Kloster überwunden wurde.
1933 wurde der demokratisch gewählte Zentrumspolitiker Wilhelm Seeger als Bürgermeister abgesetzt und durch den linientreuen NS-Juristen Georg Scheerer ersetzt. In den ersten Jahren der NS-Herrschaft nahm der Tourismus in Isny einen starken Aufschwung, insbesondere durch die NS-Organisation Kraft durch Freude. So stieg die Zahl der Übernachtungen von 7 000 im Jahr 1933 auf 70 000 im Jahr 1936.
Bei der Verwaltungsreform während der NS-Zeit in Württemberg gelangte Isny 1938 zum neu umrissenen Landkreis Wangen.
In der Nacht vom 1. (Ostersonntag) auf den 2. April 1945 wurden bei einem Luftangriff einige Häuser in der Altstadt und in der Bahnhofstraße beschädigt, einige davon schwer. Am 29. April 1945 endete für Isny der Zweite Weltkrieg mit der kampflosen Übergabe an die französische Armee.
Isny wurde Teil der französischen Besatzungszone und erfuhr 1947 die Zuordnung zum neu gegründeten Land Württemberg-Hohenzollern, welches 1952 im Land Baden-Württemberg aufging.
Infolge des Zweiten Weltkriegs und insbesondere des Zuzugs von Heimatvertriebenen wuchs die Bevölkerung Isnys stark an, von knapp 4 000 Einwohnern im Jahr 1939 auf weit über 7 000 im Jahr 1963. Auch in der Fläche vergrößerte sich die Stadt durch Neubaugebiete und Gewerbegebiete in nie zuvor dagewesenem Ausmaß.
Am 1. Juli 1972 wurden die bis dahin selbständigen Gemeinden Beuren, Großholzleute, Neutrauchburg und Rohrdorf eingemeindet.
Mit der Auflösung des Landkreises Wangen 1973 fiel Isny an den Landkreis Ravensburg. Den Namensbestandteil im Allgäu führt die Stadt seit dem 31. Oktober 1973.
1976 wurde die Bahnverbindung nach Leutkirch, 1984 diejenige nach Kempten stillgelegt.

### Einwohnerentwicklung
Einwohnerzahlen nach dem jeweiligen Gebietsstand, das heißt bis 1900 Isny-Stadt, ab 1912 mit Isny-Vorstadt, ab 1972 mit weiteren Eingemeindungen.
| Jahr    | Einwohner  |
| ------- | ---------- |
| 1353    | über 2 000 |
| um 1500 | über 3 000 |
| 1619    | 3 074      |
| 1810    | 1 743      |
| 1839    | 1 881      |
| 1871    | 2 303      |
| 1900    | 2 620      |
| 1912    | 3 480      |
| 1925    | 3 631      |
| 1933    | 3 784      |
| 1939    | 3 998      |

| Jahr | Einwohner |
| ---- | --------- |
| 1950 | 5 101     |
| 1960 | 6 925     |
| 1963 | 7 377     |
| 1972 | 12.192    |
| 1980 | 12.615    |
| 1990 | 13.868    |
| 2000 | 14.309    |
| 2005 | 14.552    |
| 2010 | 14.392    |
| 2015 | 13.602    |
| 2020 | 14.321    |

## Religionen
Isny war eines der Zentren der Reformation im Allgäu und wurde 1529 protestantisch. Hier arbeiteten die Reformatoren Ambrosius Blarer und Paul Fagius, letzterer gab hier dem jüdischen Dichter und Grammatiker Elijah Levita einige beachtliche Druckwerke in Auftrag. Die Stadt gehörte zu den Vertretern der protestantischen Minderheit (Protestation) am Reichstag zu Speyer. Ihre Bürgerschaft forderte die ungehinderte Ausbreitung des evangelischen Glaubens. Der Bürgermeister Crispinus Riedlein unterzeichnete 1579 für den Rat der Stadt die lutherische Konkordienformel von 1577.
Erst mit der Zugehörigkeit zum Königreich Württemberg 1803 durften wieder Katholiken in die Stadt ziehen. Ab 1889 war vor allem durch Zuzug aus dem katholisch geprägten Umland die Mehrheit der Stadtbewohner katholisch (1139 evangelisch / 1444 katholisch). Letztendlich kamen in der Mitte des 20. Jahrhunderts die konfessionellen Spannungen zur Ruhe – wenngleich auch die Konfessionsgeschichte der Stadt durchaus noch gegenwärtig ist. Gemäß Zensus 2011 waren 60 % der Einwohner von Isny katholisch, 20,4 % evangelisch und 19,6 % gehörten einer anderen oder keiner Religionsgemeinschaft an.

## Politik

### Gemeinderat
Dem Gemeinderat gehören 22 Mitglieder an. Vorsitzender des Gemeinderats ist der Bürgermeister Rainer Magenreuter. Nach dem Ergebnis der Kommunalwahl am 9. Juni 2024 mit einer Wahlbeteiligung von 58,51 (2019: 56,8 %) verteilen sich die Stimmen wie nebenstehend und entsprechend die Sitze wie folgt auf die einzelnen Parteien und Listen:
- SPD: 4
- Grüne: 3
- FDP: 2
- FW: 9
- CDU: 4

### Bürgermeister seit 1819
- Andreas Friedrich Zech (1819–1826)
- Wilhelm Schaufler (1826–1834)
- Karl Theodor Weberbeck (1834–1842)
- Gottlieb Neuffer (1842–1855)
- Friedrich Distel (1855–1872)
- Johann Georg Munz (1872–1892)
- Albert Bär (1892–1917)
- Wilhelm Seeger (1917–1933)
- Georg Scheerer (1933–1941)
- Ernst Münzing (1944–1945)
- Alois Neuer (1945)
- Hermann Kinkele (1946–1949)
- Karl Wilhelm Heck (1950–1968)
- Hubert Benk (1969–1985)
- Christof Eichert (1985–1991)
- Manfred Behrning (1992–2008)
- Rainer Magenreuter (seit 2008)

### Wappen
| Wappen der Stadt Isny im Allgäu | Blasonierung: „In Schwarz ein golden (gelb) gekrönter goldener (gelber) Adler (Reichsadler) mit silbernem (weißem) Brustschild, darin ein mit den Stollen abwärts gekehrtes schwarzes Hufeisen.“ |
| Wappen der Stadt Isny im Allgäu | Wappenbegründung: Das in einem Abdruck des Jahres 1288 überlieferte älteste bekannte Stadtsiegel zeigt die redende Wappenfigur des Hufeisens („Isen“), das in späteren Siegeln seit der Mitte des 14. Jahrhunderts zum Teil neben dem Patron der Isnyer Klosterkirche St. Georg und dessen Attributen Rad, Ross und Drache dargestellt wurde. Kaiser Friedrich III. besserte dieses Wappen der 1365 reichsunmittelbar gewordenen Stadt am 1. August 1488, indem er es als Brustschild dem in ausgetauschten Farben wiedergegebenen Reichsadler auflegte. Damit wurde die tatkräftige Mitwirkung der Stadt im kaiserlichen Feldzug nach Flandern anerkannt. |

Wappen der ehemals selbständigen Gemeinden

Beuren
Großholzleute
Neutrauchburg
Rohrdorf

### Partnerstädte
Isny unterhält Städtepartnerschaften mit
- Andrychów in Polen, seit 1997
- Notre-Dame-de-Gravenchon in Frankreich, seit 1972
- Street in der Grafschaft Somerset, Vereinigten Königreich, seit 1997/1998
- Flawil in der Schweiz, seit 1997
- Sotkamo in Finnland, seit 1997/1998

## Kultur und Sehenswürdigkeiten
Isny liegt an der Oberschwäbischen Barockstraße, die an vielen Sehenswürdigkeiten vorbeiführt.
Eine Besonderheit dieser ehemaligen Reichsstadt ist, dass die Gesamtanlage der Altstadt unter Denkmalschutz steht und dass sie zwei einzigartige Kulturdenkmäler aufweist: Die Predigerbücherei (Prädikantenbibliothek) über der Sakristei der Nikolaikirche und den Fayence-Kachelofen im Ratssaal des Rathauses. Beide sind seit ihrer Erstellung unverändert an Ort und Stelle erhalten geblieben.

### Sammlungen und Museen

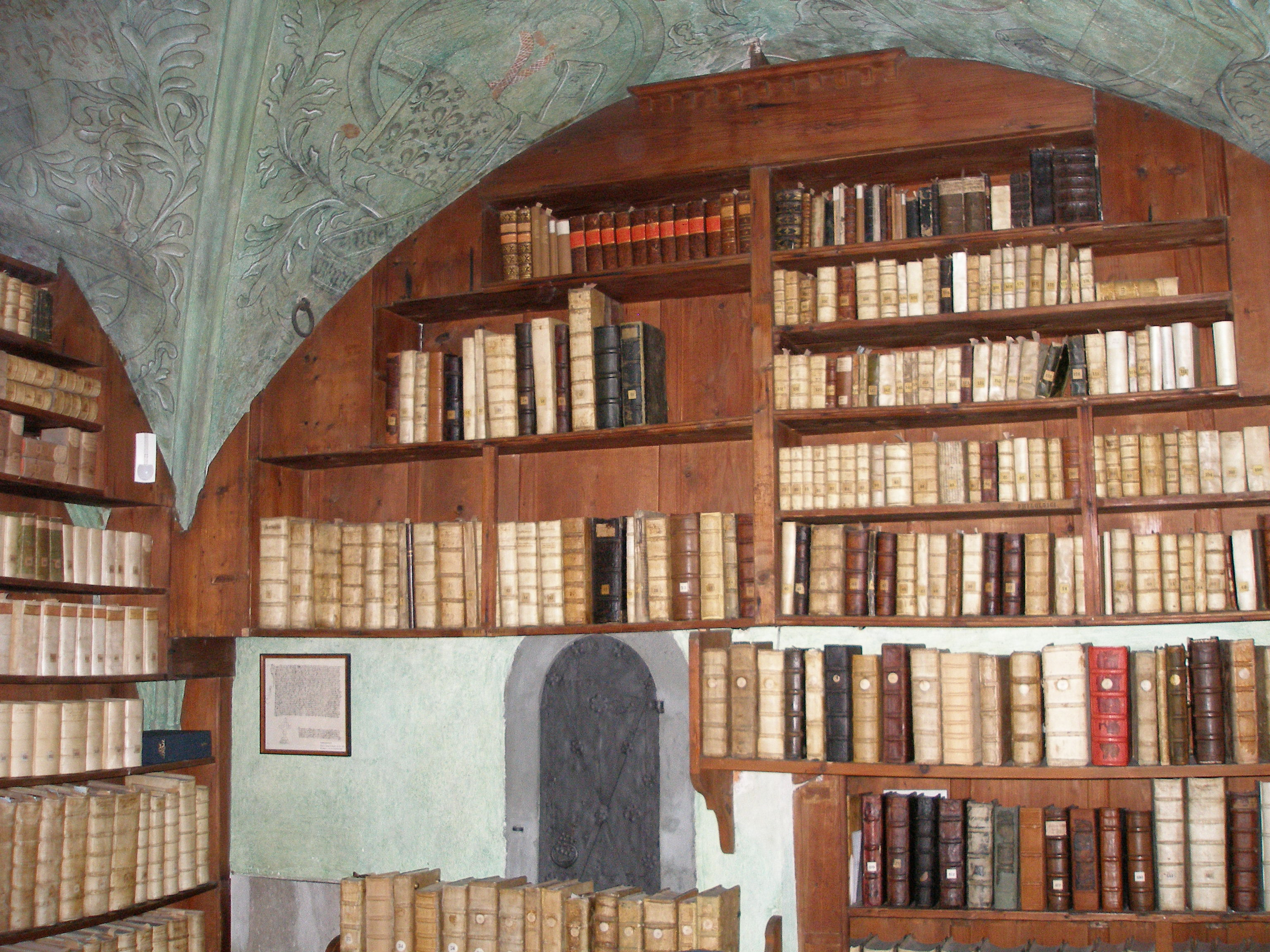
Prädikantenbibliothek Isny

Prädikantenbibliothek
Im gewölbten Raum über der Sakristei der Nikolaikirche befindet sich eine in der zweiten Hälfte des 15. Jahrhunderts eingerichtete Predigerbücherei, die in Einrichtung und Bestand fast originalgetreu erhalten ist und als „bibliothekarisches Gesamtdenkmal“ gilt.
Die Prädikantenbibliothek enthält 70 Handschriften, darunter das Isnyer Graduale von ca. 1200, 171 Inkunabeln und etwa 2400 Druckwerke des 16. bis 18. Jahrhunderts, darunter Schriften der Reformatoren Luther und Melanchthon, das Straßburger Gesangbuch (1541) und den Weltatlas des Amsterdamer Kartografen Abraham Ortelius (1640–1650). Die Bibliothek wurde von der Denkmalstiftung Baden-Württemberg zum „Denkmal des Monats Juni 2007“ ernannt.
Museum am Mühlturm
Der Standort als Museum für die Isnyer Stadtgeschichte wurde am 31. Dezember 2017 geschlossen.
Wassertormuseum
Ausstellungen zur Feuerwehrgeschichte, zum Wintersport in Isny, komplett eingerichtete historische Schuhmacherwerkstatt und Türmerwohnung.
Städtische Galerie im Schloss
Die Städtische Galerie im Schloss zeigt eine ständige Ausstellung von Werken des Malers Friedrich Hechelmann sowie wechselnde Sonderausstellungen. Außerdem wird eine Sammlung von Nachbildungen hellenistischer Skulpturen gezeigt.

### Bauwerke

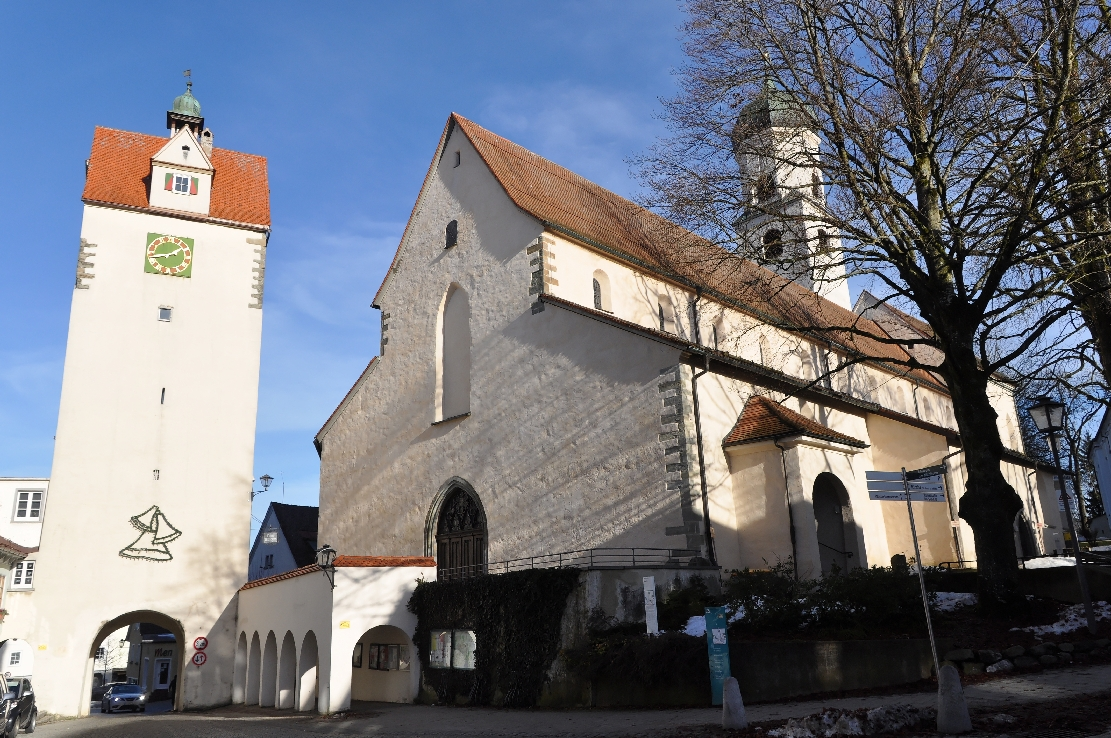
Nikolaikirche neben dem Wassertorturm

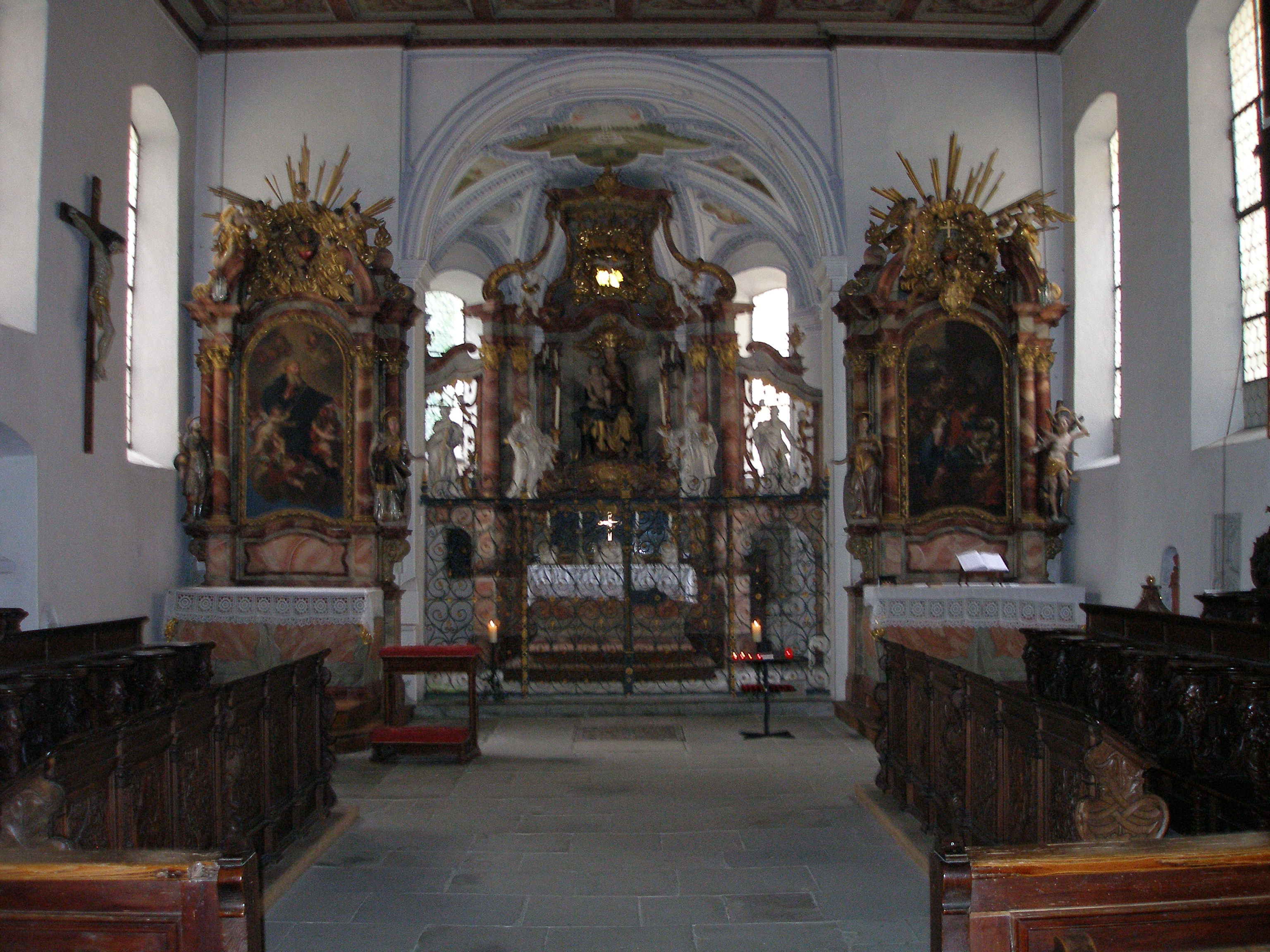
Blick zum Chor der Marienkapelle

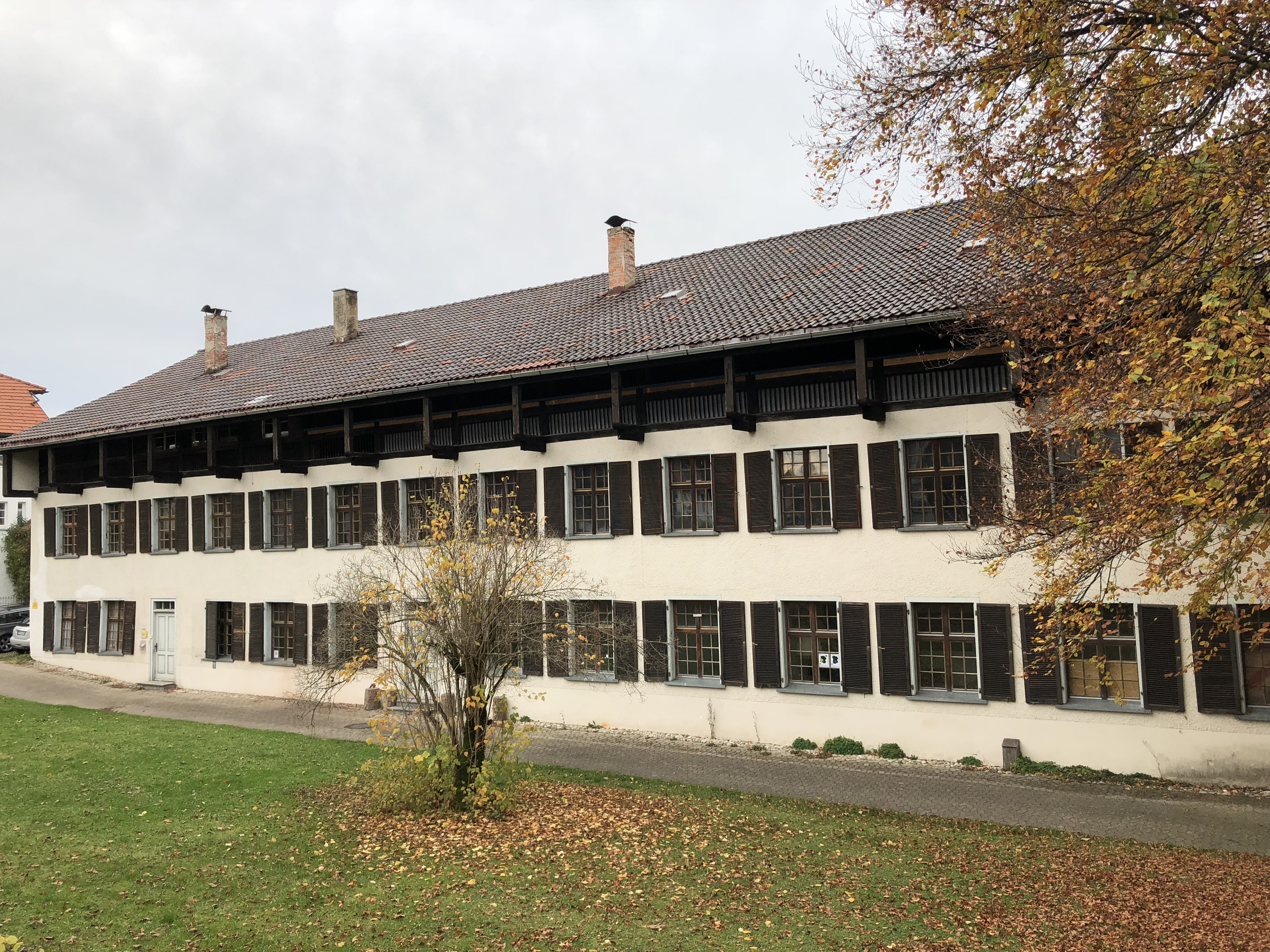
Appretur

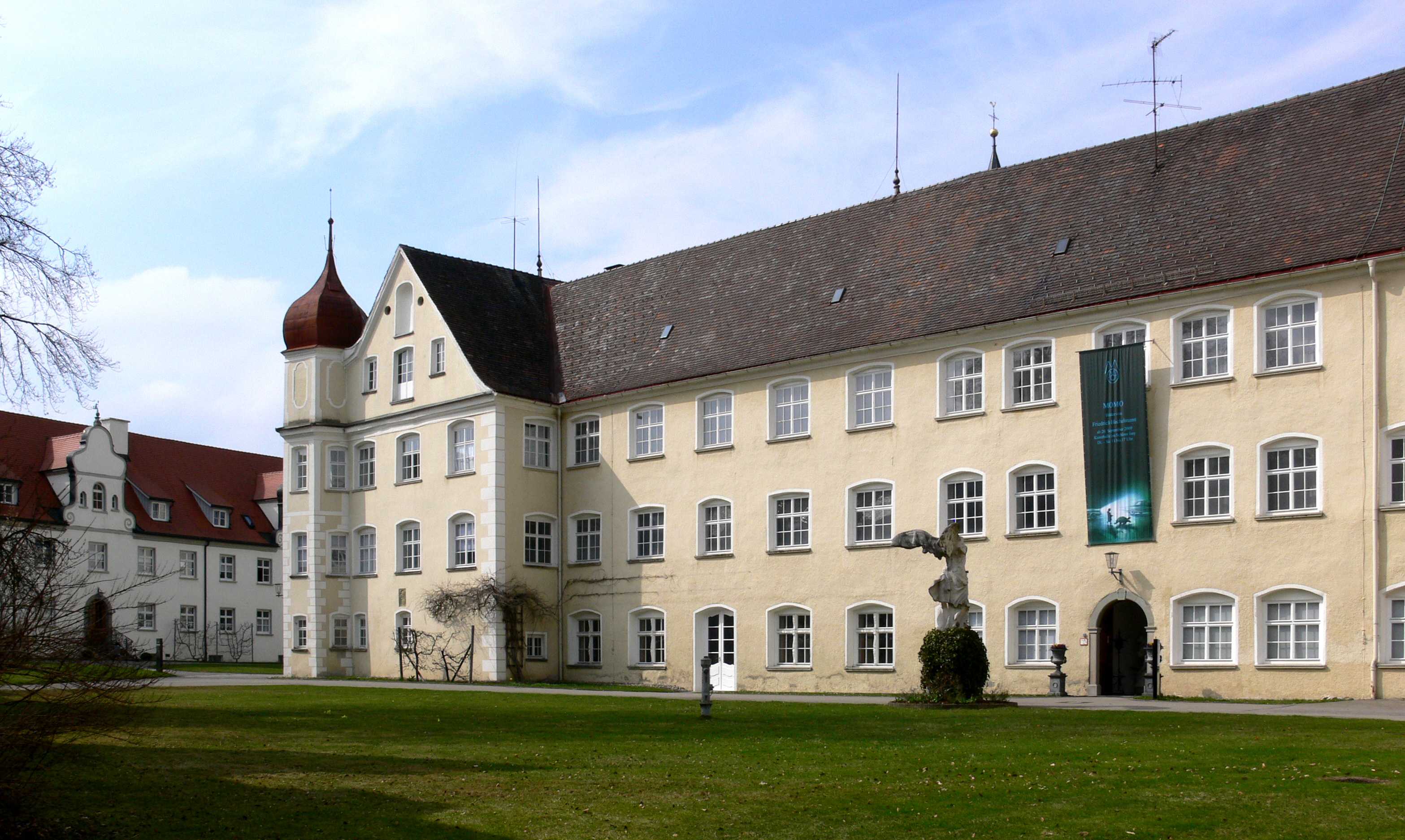
Abtshaus mit Städtischer Galerie

St. Nikolaus, sogenannte Nikolaikirche
Diese dreischiffige Pfeilerbasilika wurde ursprünglich 1288 erbaut, im 15. Jahrhundert restauriert und nach dem großen Brand 1631 wieder neu ausgebaut. Sie besitzt einen spätgotischen Chor mit Sternrippengewölbe. Eine Besonderheit stellt die original erhaltene Predigerbücherei („Prädikantenbibliothek“) dar, die 1200 Bände einschließlich 70 Handschriften, 171 Wiegendrucke, 104 vorreformatorische Altdrucke und 340 Reformationsdrucke umfasst.
Kirche St. Georg und Jakobus
Ehemalige Klosterkirche im Rokoko- und Barockstil. Ursprünglich erbaut im 11./12. Jahrhundert. Nach dem großen Brand 1631 neu erbaut. Die Innenraumgestaltung war erst im 18. Jahrhundert fertiggestellt. Die Kirche enthält heute wertvolle Deckenfresken und Altäre. Ein Seiteneingang führt in die Marienkapelle.
Marienkapelle
Diese Kapelle war bis 1803 den Mönchen des Benediktinerklosters St. Georg vorbehalten. Nach dem Brand von 1631 wurde sie 1645 wiederhergestellt. Der hochgotische Grundriss lässt auf eine Entstehung im 14. Jahrhundert schließen. Die im Altaraufbau sitzende Mutter Gottes entstammt dem 15. Jahrhundert. Sehenswert sind die Bildnisse der 48 Äbte des Isnyer Klosters.
Katholische Stadtpfarrkirche St. Maria
Dieses erst rund 110 Jahre alte Gotteshaus ist die Kirche der Ende des 19. Jahrhunderts neu gegründeten katholischen Pfarrei Isny (Kemptener Straße 5). 1888 war die zweite Stadtpfarrei St. Maria auf dem Gebiet der ehemaligen Reichsstadt errichtet worden, da es Spannungen zwischen den alteingesessenen Katholiken der ehemaligen Klosterpfarrei und den „Stadtkatholiken“ gab. Die Kirche ist auch ein geschütztes Kulturdenkmal.
Rathaus
Eine Verbindung von drei ehemaligen Patrizierhäusern mit Bausubstanz aus dem 15. Jahrhundert. Von 1682 bis 1687 um- und ausgebaut im frühbarocken Stil. Das Knorpelschnitzwerk auf den Türblättern, die Holzkassettendecken in den Erkersälen und vor allem der Winterthurer Fayence-Kachelofen sind sehenswert.
Diebsturm
Ein in die Stadtmauer integrierter Turm, der 1402 erstmals urkundlich erwähnt wird. Der Name „Diebsturm“ leitet sich aus der Tatsache ab, dass der Turm früher zwei Gefängnisse beinhaltete. Bemerkenswert ist, dass der Diebsturm als einziger der Isnyer Mauertürme aus Kalktuffsteinen erbaut wurde. Der Stadtmauerabschnitt zwischen Diebsturm und dem 1865 abgerissenen Bergtor war durch eine vorgelagerte, schwächere Wehrmauer zusätzlich geschützt, da sich in diesem Bereich der unterirdische Zulauf des Stadtbaches befindet. Diese Wehrmauer ist noch fast vollständig erhalten. Mit dem Abbruchmaterial des Bergtors wurde der davor befindliche und ein Teil des weiter nach Osten verlaufenden Stadtgrabens aufgefüllt.
Appretur
An der Westseite des Diebsturms schließt die sogenannte Appretur an. Das langgestreckte Gebäude wurde früher zur Veredelung der Leinwand benutzt. Es wurde der Stadtmauer vorgebaut. Am obersten Stockwerk befinden sich noch die Holzgerüste, die zum Aufhängen und Trocknen der Leinwandbahnen dienten. Lange dient das Gebäude als Wohnhaus.
Mühlturm
Dieser Turm ist neben dem Museum am Mühlturm gelegen. Er schützte den Auslauf des Stadtbachs zum Stadtgraben.
Blaserturm
Unmittelbar am Marktplatz befindet sich der Blaserturm, welcher baulich mit dem Hallgebäude – dem früheren Tuchhaus – verbunden ist. Der Turm diente zu früheren Zeiten als „Hochwacht“, d. h. oben hielt ein Wächter Tag und Nacht Ausschau nach ausgebrochenem Feuer bzw. herannahenden Feinden. Bei Gefahr blies er ein Signalhorn – daher der Name Blaserturm. Der markante achteckige Turmaufsatz beinhaltet die Glockenstube. Direkt unter der Zwiebelhaube befindet sich die alte Wächterstube.
Espantor
Ein Torturm, der vermutlich im 13. Jahrhundert mit der Stadtummauerung gebaut wurde. Das Gebäude trägt die Jahreszahl 1467. Eine Besonderheit des Turms ist sein asymmetrischer Grundriss. Dies hat zur Folge, dass von einem bestimmten Standort aus alle vier Ecken des Turms zu sehen sind. Der Name Espan bezeichnet ein freies, nicht eingezäuntes Stück Weideland, das der Gemeinde gehört. Im Torturm ist die „Städtische Galerie im Turm“ untergebracht, in der Kunst aus der Region ausgestellt wird.
Kapelle St. Josef
Die Kapelle ist ein barocker Rundbau mit vorgesetztem Eingangsturm. Einige Malereien stammen von Franz Anton Dick. Die Kapelle steht in der sogenannten Viehweide, einer bäuerlichen Vorstadt an der östlichen Peripherie der Altstadt.
Pulverturm
Der ehemalige Torturm ist Teil der südöstlichen Stadtbefestigung und eigentlich zum Klosterbezirk gehörig. Der einfache Feldsteinbau wurde im Zuge der ersten Stadtbefestigung im 13. Jahrhundert errichtet und gilt als ältester Wehrturm der Stadt. Er ist als solcher kaum noch zu erkennen, da er teilweise abgetragen wurde und der untere Teil durch Anfüllung des umgebenden Geländes verdeckt wird. Ein Teil des ursprünglichen Torbogens ist aber noch sichtbar.
Schloss, früher Reichsabtei St. Georg
Das Kloster St. Georg war eine im Jahr 1096 gegründete Benediktinerabtei und bestand als Reichsabtei bis zur Säkularisation. 1803 fielen das Kloster St. Georg und die Stadt Isny an Graf Otto Wilhelm von Quadt-Wykradt. Die Klosteranlage diente danach als gräfliches Schloss. Nach dem Verkauf an die Stadt Stuttgart 1942 wurde die Anlage bis 1996 als geriatrische Klinik und Pflegeheim genutzt. 1996 wurde das Schloss von einer Bürgergemeinschaft erworben, die es 1998 in die Friedrich Hechelmann und Schloss Isny Kunst- und Kulturstiftung einbrachte. Seit 2010 ist im ehemaligen Abtshaus die „Städtische Galerie im Schloss“ untergebracht.

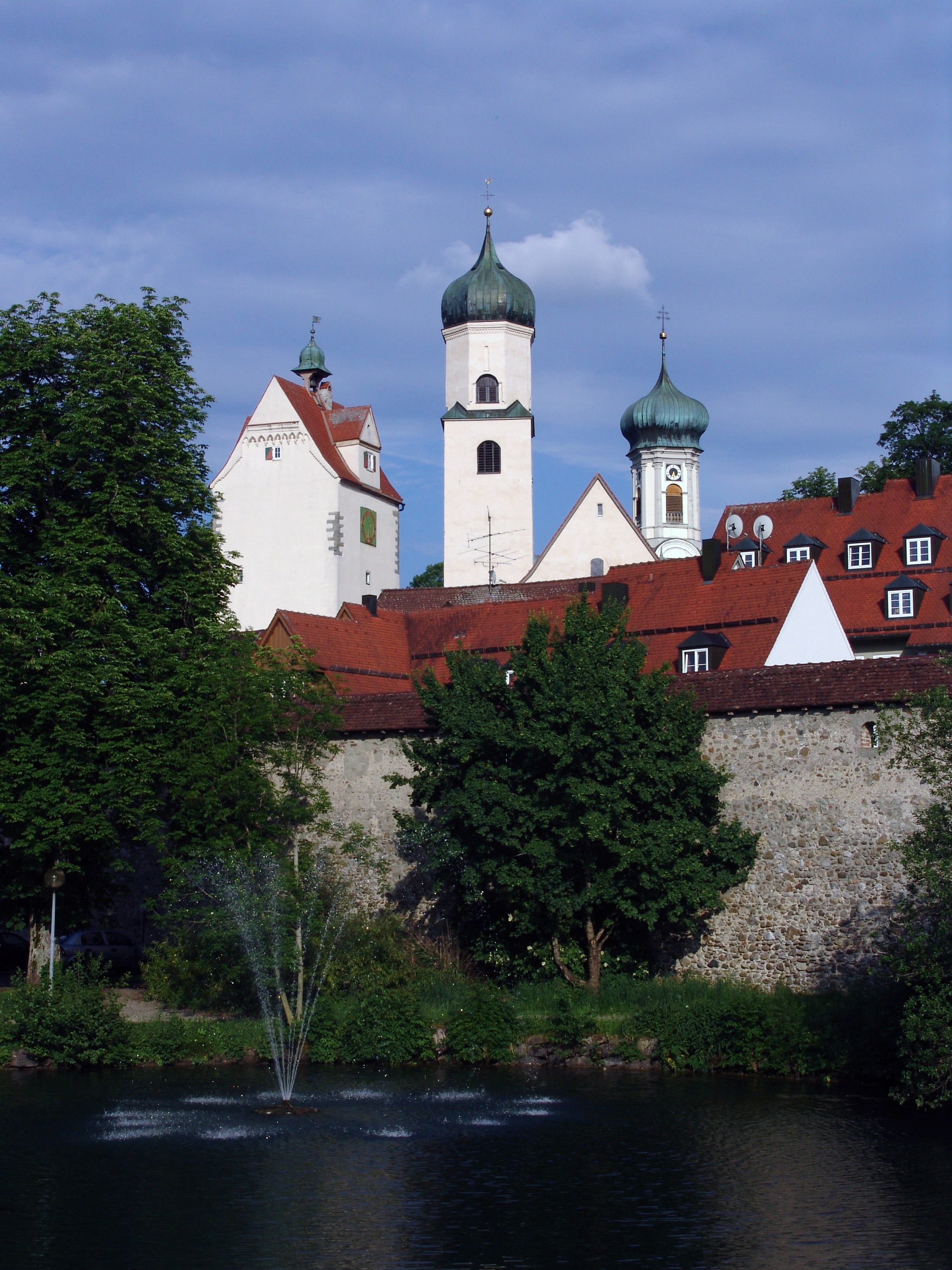
Die Türme von Wassertor, Nikolaikirche und Georgskirche
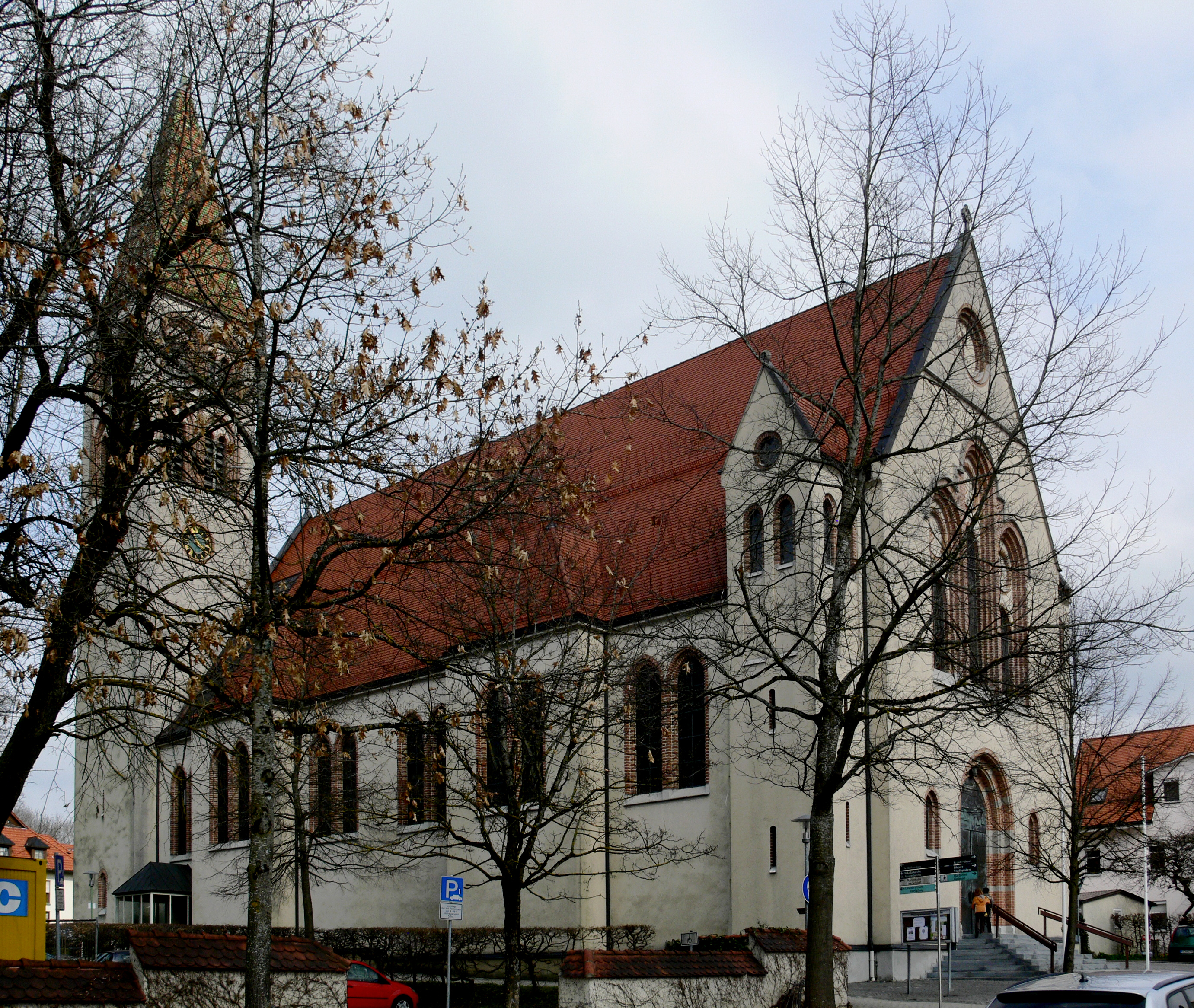
Pfarrkirche St. Maria
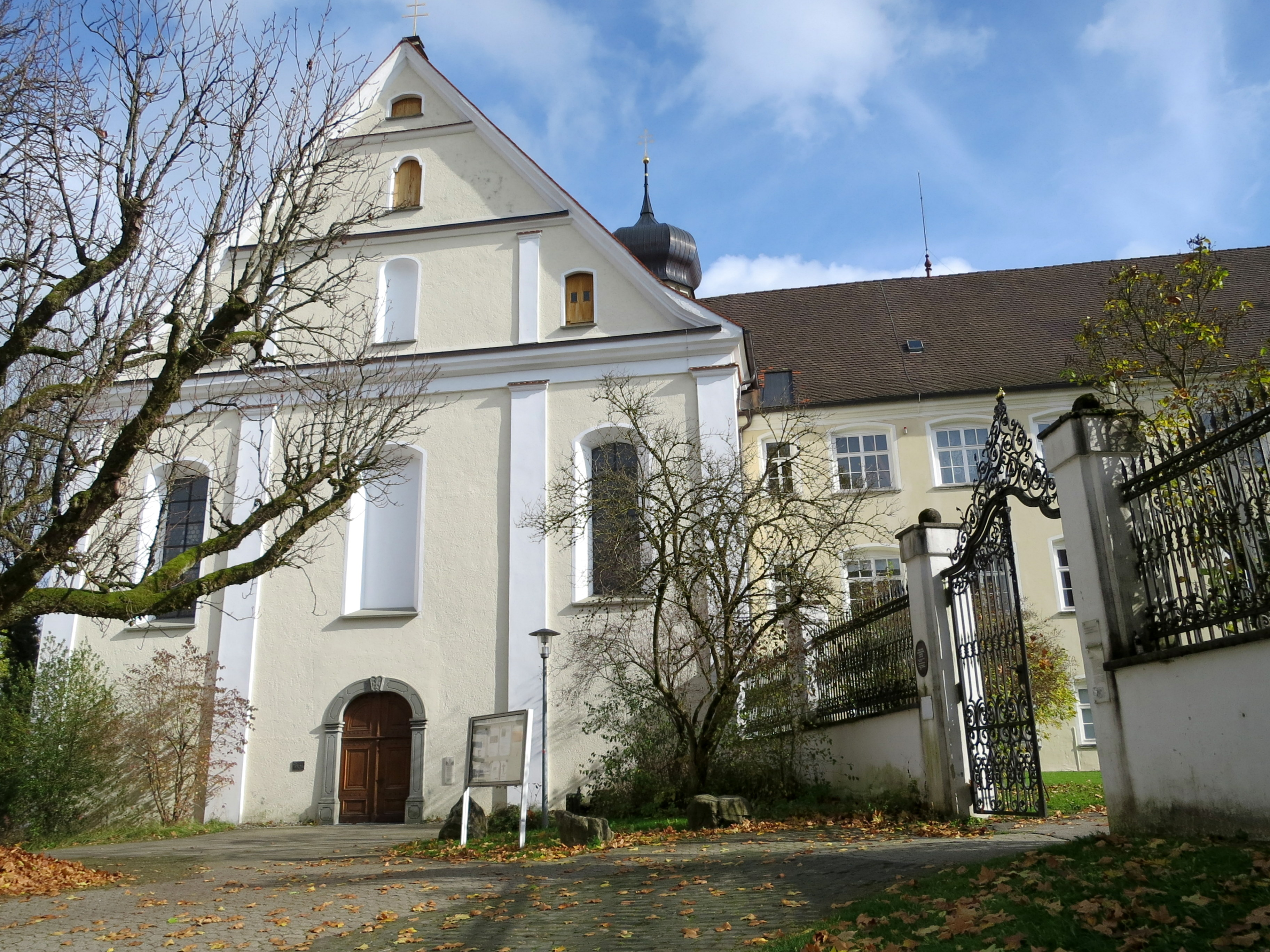
St. Georg und Jakobus
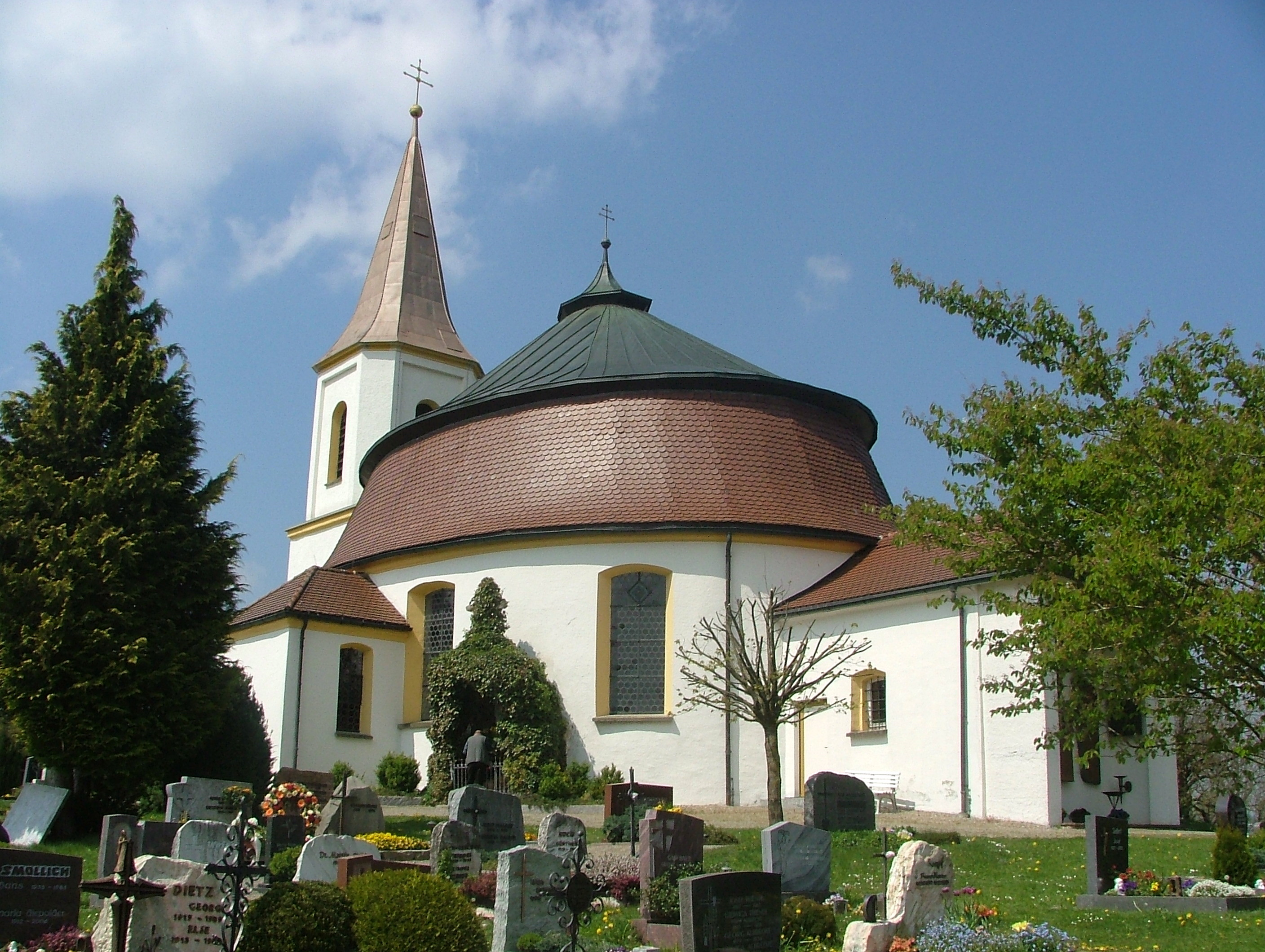
Friedhofskapelle St. Josef
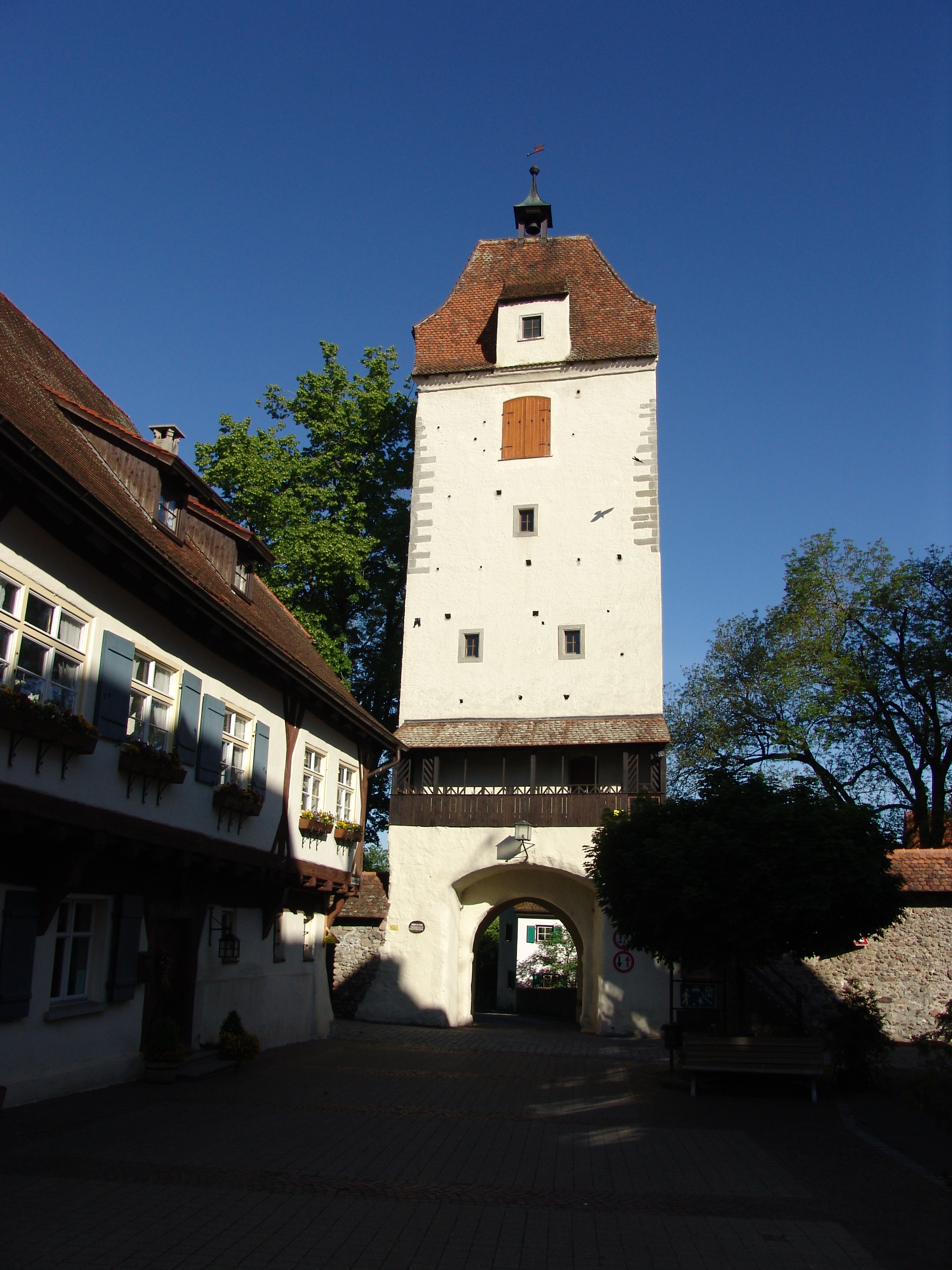
Espantor
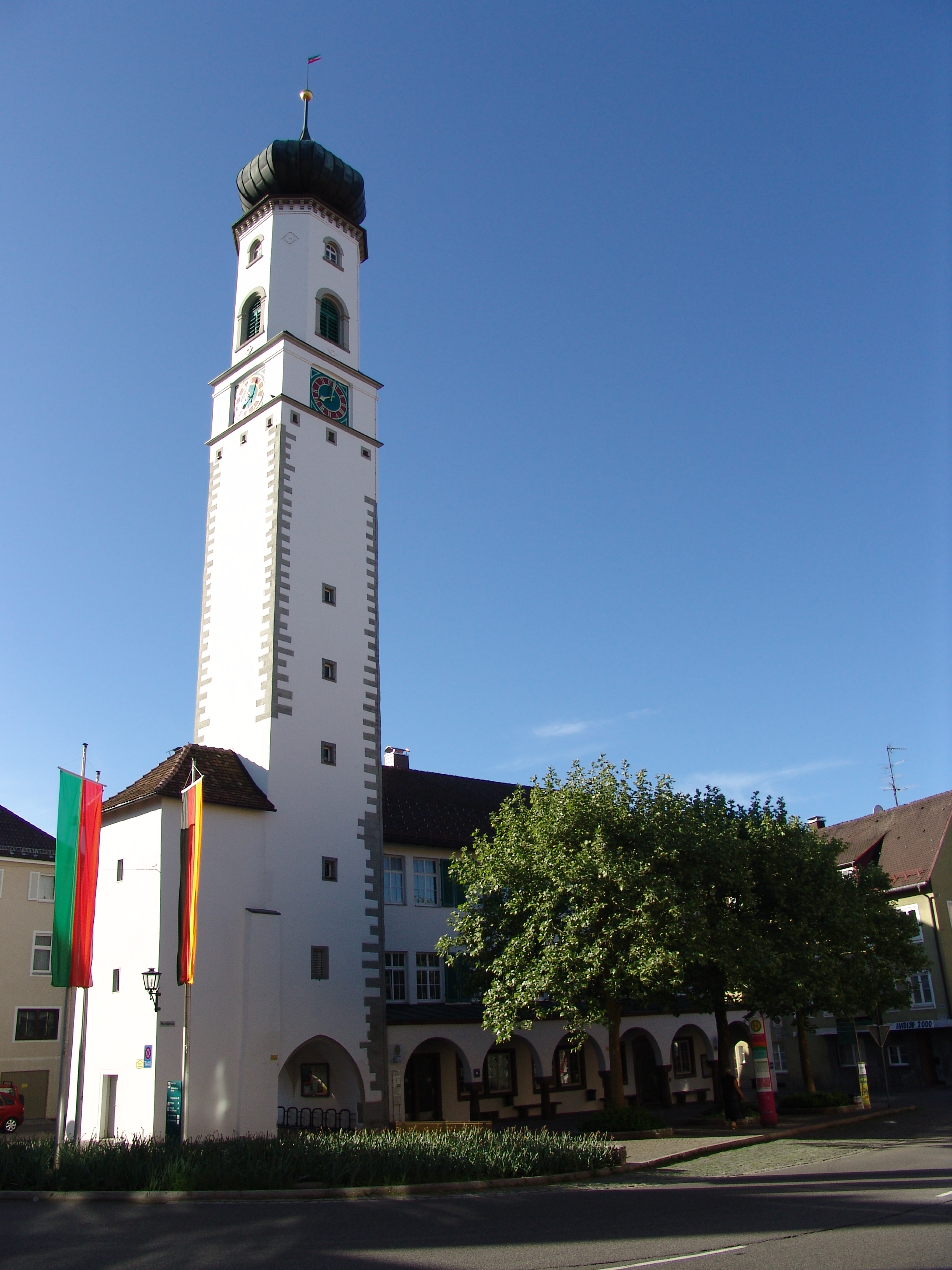
Ehemaliges Tuchhaus mit Blaserturm
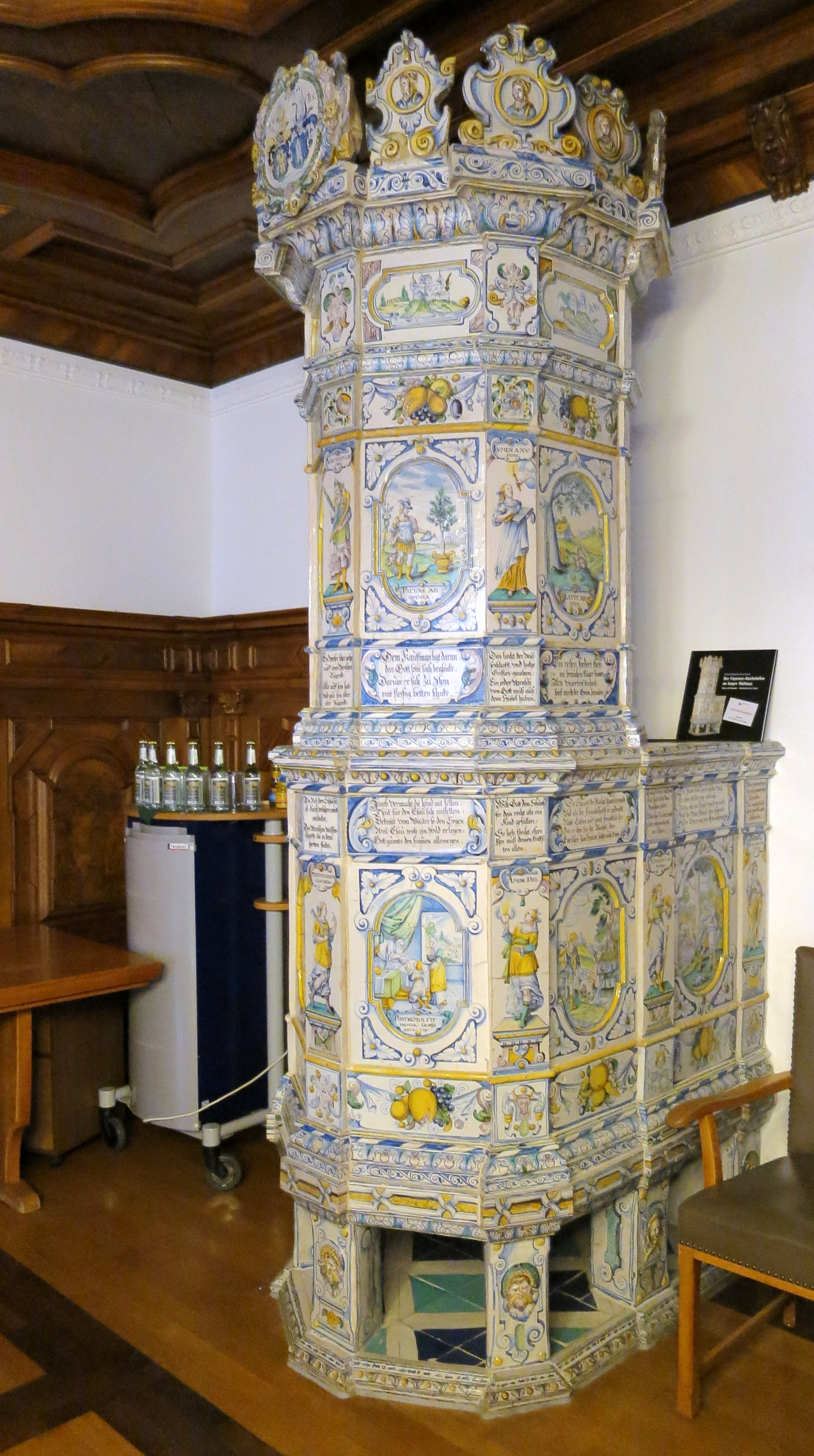
Fayence-Kachelofen im Rathaus
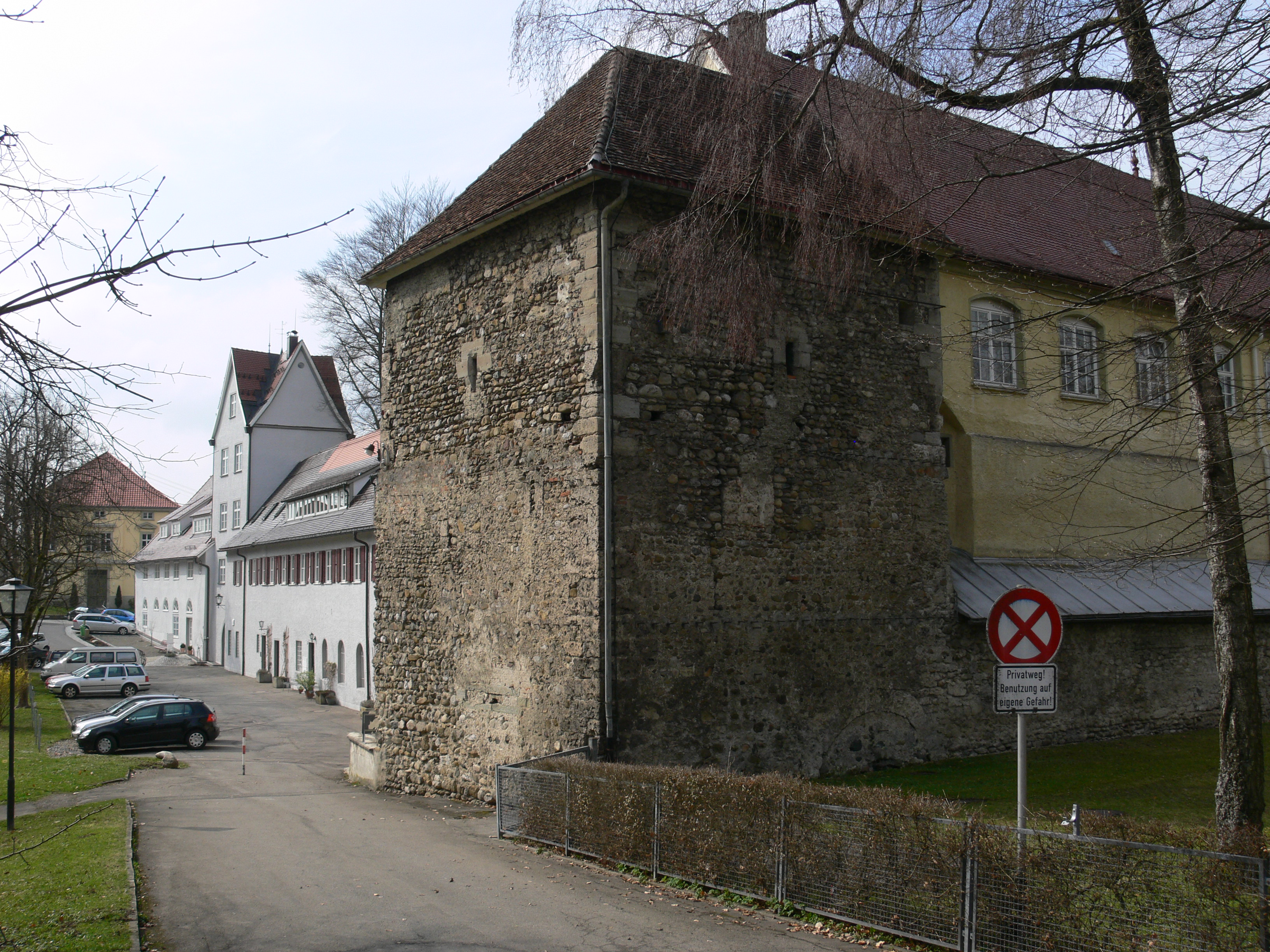
Pulverturm am Schloss

### Sonstiges

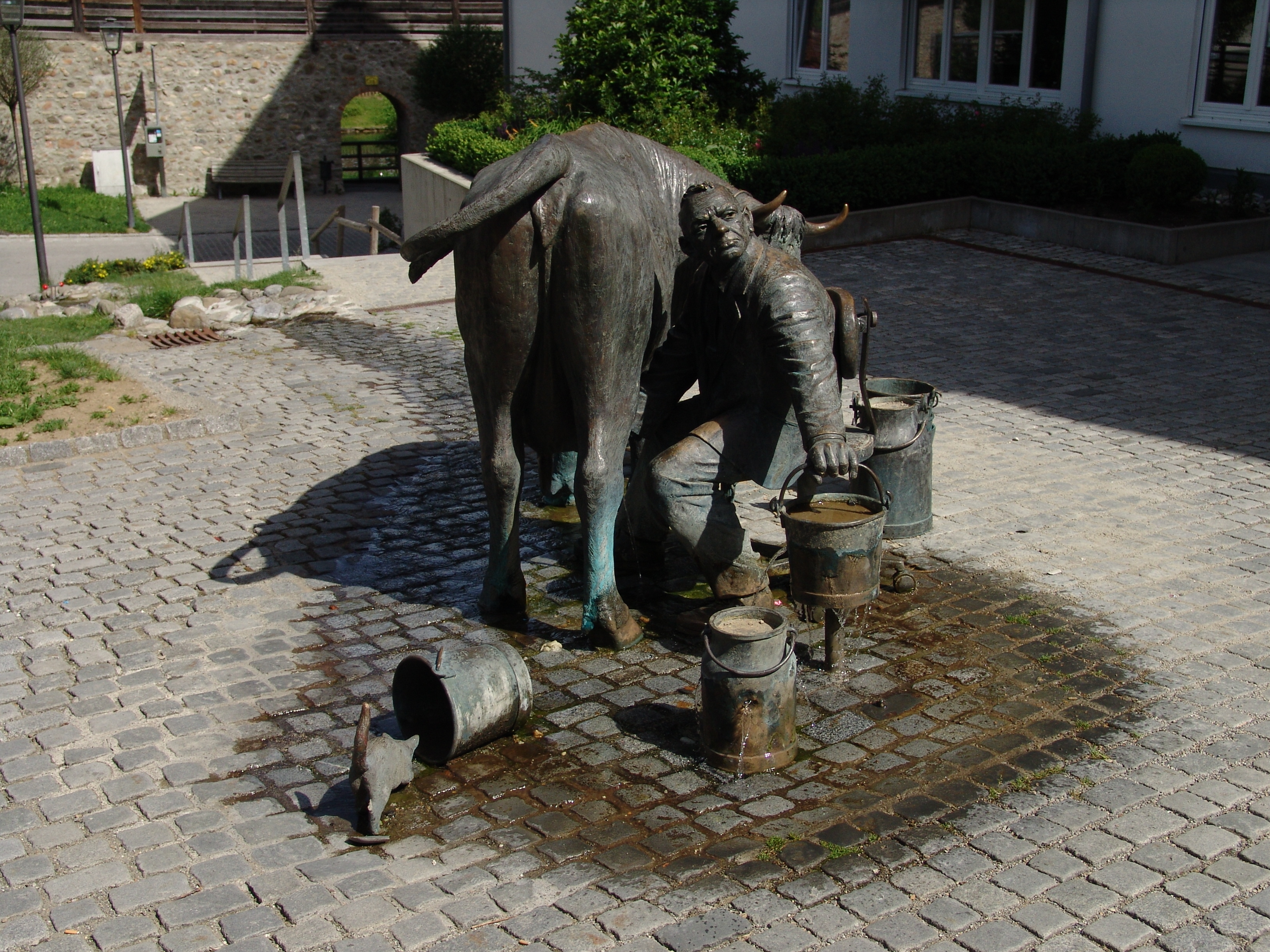
Der Steuerzahlerbrunnen

Neidhammelbrunnen
Eine Menschenfigur mit Hammelkopf, die immer wieder das Glück der Anderen bespuckt.
Die umstrittenen Brunnenfiguren wurden nach einem Disput vor der Realschule in Isny von den Brüdern Immler errichtet. Die Brüder Karl und Jakob Immler sind in Isny geboren und haben sich als Immobilieninvestoren einen Namen gemacht. Geschaffen wurde diese Gruppe 1999 von Leo Wirth.
Steuerzahlerbrunnen
Dieser Brunnen wurde ebenfalls von den Brüdern Immler errichtet. Ausgeführt wurde er 2001 durch Leo Wirth. Wirth schuf schon 1996 eine Figurengruppe Beamter und Ziege, welche dieses Thema aufgreift. Dargestellt ist symbolisch der Steuerzahler durch die Kuh, welche durch den Beamten gemolken wird. Die Milch entläuft jedoch durch die löchrigen Milchkrüge und wird am Boden von einer Katze aufgeleckt. So ist diese sprichwörtlich „für die Katz“, während der Rest „den Bach nab geht“ und in einem kleinen Bachlauf entfließt.
Kastell Vemania
Ein ehemaliges spätrömisches Reiterkastell des Donau-Iller-Rhein-Limes im Ortsteil Kleinhaslach.
Hasenbergschanze
Eine Skisprungschanze am Hasenberg.
Projekt Neues Stadttor Isny
Das Projekt wurde 2012 in einem Bürgerentscheid abgelehnt und nicht umgesetzt.

### Regelmäßige Veranstaltungen
- Fasnet, Februar/März
- Isny Opernfestival, Mitte Juni[28]

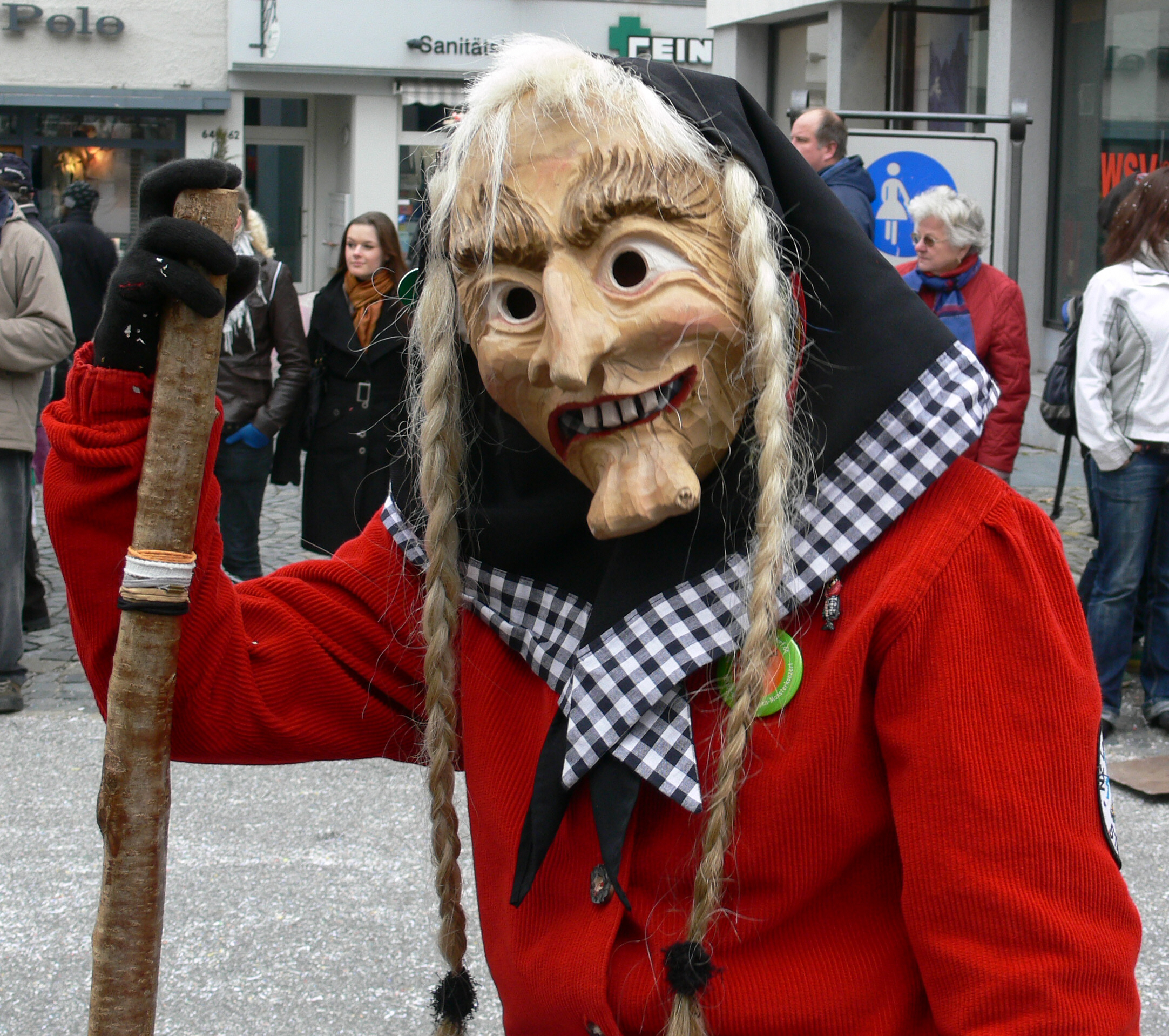
„Stallhex“ der Isnyer Narrenzunft „Lachende Kuh“

- Theaterfestival Isny, Anfang August
- Schwarzer Grat-Berglauf, Mitte Juni (ab 2012 am 30. September, da durch die Aufnahme des Mountain Bike-Rennens der Schutz der Brutzeiten geschützter Vogelarten nicht weiter gewährleistet ist.[29])
- Historisches Kinderfest: Der Ursprung des Isnyer Kinder- und Heimatfestes liegt im Jahre 1620. Damals zogen etwa 100 Knaben mit „hiltzin Helleparten, item Bixen, brennenden Lunten, Trummen und Pfeiffen“ in der Stadt umher und trafen sich zuletzt auf dem Festplatz am Rain. Die Tradition der Kinderfesttrommler hat sich bis in die Gegenwart bewahrt. Ab 5 Uhr morgens am Kinderfestsonntag treiben sie die Bewohner der Stadt aus ihren Betten. Das Kinderfest wird immer am zweiten Juli-Wochenende mit einem großen Umzug durch die Stadt begangen, an dem die Schüler der Isnyer Schulen, Musikvereine, Trachtengruppen und Honoratioren zum Rain ziehen. Dort befindet sich das große Festzelt.

### Vereine
- Die Ortsgruppe Isny des Schwäbischen Albvereins wurde 1997 mit der Eichendorff-Plakette ausgezeichnet.[30]

## Wirtschaft und Infrastruktur

### Ansässige Unternehmen
In Isny sind viele kleine und mittelständische Unternehmen ansässig. So befindet sich hier die Zentrale der Waldburg-Zeil Kliniken. Die zum Hymer-Konzern aus Bad Waldsee gehörende Dethleffs GmbH stellt Wohnwagen und Wohnmobile in Isny her. Das für seine Vorhangschienen bekannte Unternehmen Gardinia Home Decor hat ebenfalls in Isny seinen Stammsitz.
Die Blaser-Holding besteht aus verschiedenen Unternehmen mit Sitzen in Isny. Jagdwaffen, Büchsen und Flinten stellt das Unternehmen Blaser Jagdwaffen GmbH  her. Als Tochtergesellschaft ist der Waffenhersteller J. P. Sauer & Sohn weltweit bekannt, besonders durch die Fertigung der Waffen vom Typ SIG Sauer. Weitere Tochtergesellschaft ist die Mauser Jagdwaffen GmbH.
Das Unternehmen Walcker NG GmbH mit Sitz in Isny nimmt eine bedeutende Rolle im Bereich der Drucktechnik, z. B. bei Prospekten ein. Die Früchte Jork GmbH ist ein wachstumsstarkes familiengeführtes Großhandels- und Dienstleistungsunternehmen für Obst, Gemüse und weitere Nahrungsmittel. Die Wittner GmbH & Co. KG ist ebenfalls ein Familienunternehmen und Weltmarktführer für Metronome. Die Motan Colortronic GmbH, deren Muttergesellschaft ihren Sitz in Konstanz hat, ist in der Kunststoffbranche führend im material handling.
Die Brüder Karl und Jakob Immler sind Immobilieninvestoren und verwalten ihre Immobilien mit Hilfe der Gebrüder Immler Treuhand KG in Isny. Darüber betreiben die Gebrüder Immler in der Stadt u. a. durch die Immler-Großfamilienstiftung Wohnungsbau. Vergleichbar mit der gesamten Region Westallgäu, sind die Preise für Wohneigentum und Mieten in den vergangenen Jahren stark angestiegen.
Die Firma Edelrid ist ein deutscher Hersteller von Kletter- und Bergsportausrüstung (Persönliche Schutzausrüstung) mit Firmensitz in Isny.

### Verkehr
Die Stadt ist mit einigen Buslinien u. a. mit Leutkirch im Allgäu, Wangen im Allgäu und Kempten (Allgäu) verbunden und gehört dem Bodensee-Oberschwaben Verkehrsverbund (bodo) an. Früher bestanden Eisenbahnverbindungen nach Kempten und nach Herbertingen, von denen die nach Kempten als letzte 1984 stillgelegt wurde.
Isny liegt direkt an der Bundesstraße 12, die Lindau mit Kempten verbindet. Wegen des hohen Durchgangsverkehrs auf dieser Straße erhielt die Stadt eine Ortsumfahrung, die am 23. Juli 2009 eröffnet wurde. Zur A 96 besteht die kürzeste Autobahnanbindung im 15 Kilometer entfernten Dettishofen bei Kißlegg. Zudem sind über die B 12 gen Osten die Bundesautobahnen 980 und 7 bei Kempten zu erreichen.
Durch Isny führt als Landes-Radfernweg der Oberschwaben-Allgäu-Radweg. Er ist eine Rundstrecke über Ulm und Tettnang und verläuft dabei aus Leutkirch kommend über Kleinhaslach nach Isny und weiter über Neutrauchburg und Argenbühl (Eisenharz und Eglofs) nach Wangen im Allgäu.
Am Kurhaus in Isny beginnt der Allgäu-Radweg. Durch die Stadt führt zudem die ca. 475 Kilometer lange Radrunde Allgäu.
Etwa 1,6 km nordwestlich des Stadtzentrums befindet sich das Segelfluggelände Isny-Rotmoos.

### Bildung
Die Stadt Isny ist Träger einer Grundschule in der Kernstadt sowie von Grundschulen in Beuren, Neutrauchburg und Rohrdorf. Außerdem gibt es eine Verbundschule, in die eine Hauptschule mit Werkrealschule, sowie eine Realschule (gegründet 1998) integriert sind und ein Gymnasium. Die drei weiterführenden Schulen befinden sich in der Kernstadt.
Die Eduard-Schlegel-Schule als staatliche Förderschule und eine private Schule für Erziehungshilfe im Evangelischen Kinder- und Jugenddorf Siloah runden das allgemeinbildende Schulangebot ab. Für die jüngsten Einwohner gibt es zudem zwölf Kindergärten, die teils in kirchlicher und teils in kommunaler Trägerschaft stehen. Ein Kindergarten wird vom DRK betrieben.
Eine Außenstelle der Wirtschaftsschule Wangen in Trägerschaft des Landkreises Ravensburg ist baulich in das Gymnasium Isny integriert.
Die private Naturwissenschaftlich-Technische Akademie Isny (nta) war ein Berufskolleg und Fachhochschule für die Fachrichtungen Biologie, Chemie, Pharmazie und Informatik. Diese kam 1950 als „Chemieschule Prof. Dr. Grübler“ nach Isny.

## Persönlichkeiten

### Söhne und Töchter der Stadt
- 1222, Heinrich von Isny, † 17./18. März 1288 in Hagenau (Elsass), Bischof von Basel, Erzbischof von Mainz, Erzkanzler des Reichs unter Rudolf von Habsburg
- 1380, Johannes Nider, † 13. August 1438 in Nürnberg, Dominikaner und Theologe
- 15. Jahrhundert, Jakob Vitzlant, † 1475, Kaufmann
- 1665, 7. April, Abel Renz, † 4. Mai 1734 in Tübingen, Bürgermeister von Tübingen
- 1674, Johann Gottfried Schreiber, † 1743 in Tübingen, Maler
- 1711, 2. November, Christian Seyfried, † 7. April 1783 in Kaufbeuren, Aufklärer, Lateinschul-Rektor und evangelischer Pfarrer
- 1716, 2. Januar, Johann von Albini, geboren in Mechensee, † 21. April 1796 in Wetzlar, Jurist, landgräflicher Kanzleidirektor und Hofrat
- 1787, 22. Juli, Eduard Schlegel, † 17. September 1830 in Isny, Unternehmer und Philanthrop
- 1817, 27. September, Otto von Quadt-Wykradt-Isny, † 23. Juni 1899 in München, bayerischer Reichsrat
- 1818, 23. Dezember, Friedrich von Quadt-Wykradt-Isny; † 24. Oktober 1892 in Schloss Moos (Lindau), bayerischer Diplomat und Mitglied des Deutschen Reichstags
- 1835, 26. November Wilhelm von Waldburg-Zeil, geboren in Neutrauchburg, † 20. Juli 1906 Schloss Zeil, Politiker, Reichstagsabgeordneter
- 1839, 1. April, Constantin von Waldburg–Zeil, geboren in Neutrauchburg, † 25. März 1905 in Meran, Politiker, Reichstagsabgeordneter
- 1841, 18. Dezember, Karl Graf von Waldburg-Zeil, † 30. Januar 1890 auf Schloss Syrgenstein, Forschungsreisender
- 1845, 17. Oktober, Franziskus Ehrle, † 31. März 1934 in Rom, Jesuit und Kurienkardinal der römisch-katholischen Kirche
- 1855, 19. August, Robert Schmohl, † 18. August 1944 in Bielefeld, Architekt und Stadtverordneter in Essen
- 1865, 5. Oktober, Hubert Netzer, † 15. Oktober 1939 in München, Bildhauer und Akademieprofessor
- 1866, 19. November, Jakob Binder, † 6. März 1932 in Karlsruhe, Politiker (SPD), MdR
- 1869, 4. September, Eugen Felle, † 31. März 1934 in Isny, Postkartenmaler
- 1886, 10. April, Joseph Ruep, † 1940 in Hindelang, Reliefkartenmaler
- 1887, 6. Januar, Eugen von Quadt zu Wykradt und Isny, † 19. Oktober 1940 in Isny, Politiker (BVP), MdR, bayerischer Wirtschaftsminister
- 1911, Josef Reischl, Polizeileutnant, Kriegsverbrecher; Verantwortlicher des Kriegsverbrechens vom 25. April 1945 am Persmanhof in Bad Eisenkappel, Kärnten, Österreich
- 1931, 24. Mai, Ernst Mutschler, Pharmazeut und Pharmakologe
- 1932, 6. April, Günter Herburger, † 3. Mai 2018 in Berlin, Schriftsteller
- 1934, 7. September, Stephan Otto Horn, römisch-katholischer Theologe und Hochschullehrer
- 1941, Peter Wilhelm A. Schmidt, Soziologe und Hochschullehrer
- 1941, 13. August, Helge Majer, † 19. September 2006 in Prien am Chiemsee, Wirtschaftswissenschaftler und Hochschullehrer
- 1946, 25. Februar, Amrei Fechner, Autorin, Illustratorin von Kinder- und Bilderbüchern und Malerin
- 1946, 17. Mai, Hartmut Krebs, † 29. September 2007, Politiker (SPD), Staatssekretär und Unternehmer
- 1948, Axel F. Otterbach, Bildhauer
- 1948, 23. Februar, Karl Immler, † 24. Juni 2020, Unternehmer und Stifter
- 1948, 28. Februar, Friedrich Hechelmann, † 27. August 2024 in Isny im Allgäu, Maler, Filmemacher, Buchillustrator und Autor
- 1950, Jakob Immler, Unternehmer und Stifter
- 1953, 31. Mai, Hermann Weindorf, Musiker (Keyboard), Sänger, Komponist und Musikproduzent
- 1956, 18. März, Berthold Weindorf, Musiker (Klarinette, Saxophon), Tonmeister, Musikproduzent und Komponist
- 1959, 30. Oktober, Helmut Reitemann, Kommunalpolitiker (CDU), Oberbürgermeister von Balingen
- 1962, 30. April, Roberto Capitoni, deutsch-italienischer Comedian
- 1962, 26. Juni, Peter Rohwein, Deutscher Meister im Spezialspringen, ehemaliger deutscher Skisprungnationaltrainer
- 1965, 15. Oktober, Manfred Rudhart, Vorstandsvorsitzender DB Regio
- 1968, 4. Januar, Roland Pfaus, Schauspieler
- 1969, 17. Juni, Peter Rist, Schlagersänger
- 1976, Daniel Mark Eberhard, Professor für Musikpädagogik und Musikdidaktik und Jazz-Musiker
- 1976, 18. Mai, Manuel Ochsenreiter, † 18. August 2021 in Moskau, Journalist
- 1984, 3. Januar, Maximilian Mechler, Skispringer im DSV-A-Kader und Weltcupteilnehmer
- 1984, 5. Juni, Jonas Geissler, Politiker (CSU), MdB
- 1988, 13. September, Michael Salomo, Oberbürgermeister der Stadt Heidenheim an der Brenz (SPD)
- 1991, 12. Januar, Robin Lässer, Motorradrennfahrer und Deutscher Meister
- 1991, 29. September, Vildan Cirpan, Schauspielerin

### Sonstige Persönlichkeiten
- Elijah Levita (1469–1549), Dichter und Grammatiker, lebte zeitweise in Isny
- Ambrosius Blarer (1492–1564), evangelischer Pfarrer und Kirchenlieddichter, Reformator in Isny 1529
- Paul Fagius (1504–1549), Prediger und Reformator, lebte in Isny
- Johann Jakob Gradmann (1750–1817), Geistlicher, Theologe und Pädagoge, war Rektor der Schule und Prediger in Isny
- Hermann Kinkele (1892–1956), Bürgermeister, Katholik und Pazifist
- Hermann Tiebert (1895–1978), Maler der neuen Sachlichkeit
- Fridel Dethleffs-Edelmann (1899–1982), Malerin, lebte in Isny
- Erwin Bowien (1899–1972), Autor und Maler, schrieb im Stadtteil Eisenbach seine Memoiren.[32]
- Viktor Tobiasch (1912–1992), tschechischer Tischtennisspieler und Arzt, wirkte in Isny und lebte in Isny-Neutrauchburg
- Gerhard Konzelmann (1932–2008), Journalist, lebte in Isny
- Ursula Dethleffs (1933–1994), Malerin, lebte in Isny
- Bettina Heinen-Ayech (1937–2020), Malerin, lebte im Stadtteil Eisenbach.
- Bruno Hespeler (* 1943), Berufsjäger, freier Journalist und Sachbuchautor, lebt in Isny
- Jutta Kleinschmidt (* 1962), Rallyefahrerin, studierte in Isny
- Frank Höfle (* 1967), Behindertensportler und vielfacher Paralympics-Sieger, lebt in Isny
- Florian Pfisterer (* 1978), Musiker
- Alex Turrek (* 1989), Schauspieler und Synchronsprecher, lebt in Isny
- Friedrich Moch (* 2000), Langläufer im DSV-A-Kader und Weltcupteilnehmer, in Isny aufgewachsen[33]

### Ehrenbürger
- Friedrich Distel (1827–1904)
- Franz Ehrle (1845–1934), Kurienkardinal
- Johann Georg Marquart (1856–1935)
- Otto von Moser (1860–1931)
- Georg von Waldburg zu Zeil und Trauchburg (1928–2015), Unternehmer